# Liste der Biografien/Sz
Liste der Biografien |
Portal Biografien |
Personensuche
# |
A |
B |
C |
D |
E |
F |
G |
H |
I |
J |
K |
L |
M |
N |
O |
P |
Q |
R |
S |
T |
U |
V |
W |
X |
Y |
Z |
?
 
Sa |
Sb |
Sc |
Sd |
Se |
Sf |
Sg |
Sh |
Si |
Sj |
Sk |
Sl |
Sm |
Sn |
So |
Sp |
Sq |
Sr |
Ss |
St |
Su |
Sv |
Sw |
Sy |
Sz
Die Liste der Biografien führt alle Personen auf, die in der deutschsprachigen Wikipedia einen Artikel haben. Dieses ist eine Teilliste mit 1111 Einträgen von Personen, deren Namen mit den Buchstaben „Sz“ beginnt.

## Sz

### Sza
- SZA (* 1989), US-amerikanische R&B-SängerinSZA (* 1989)

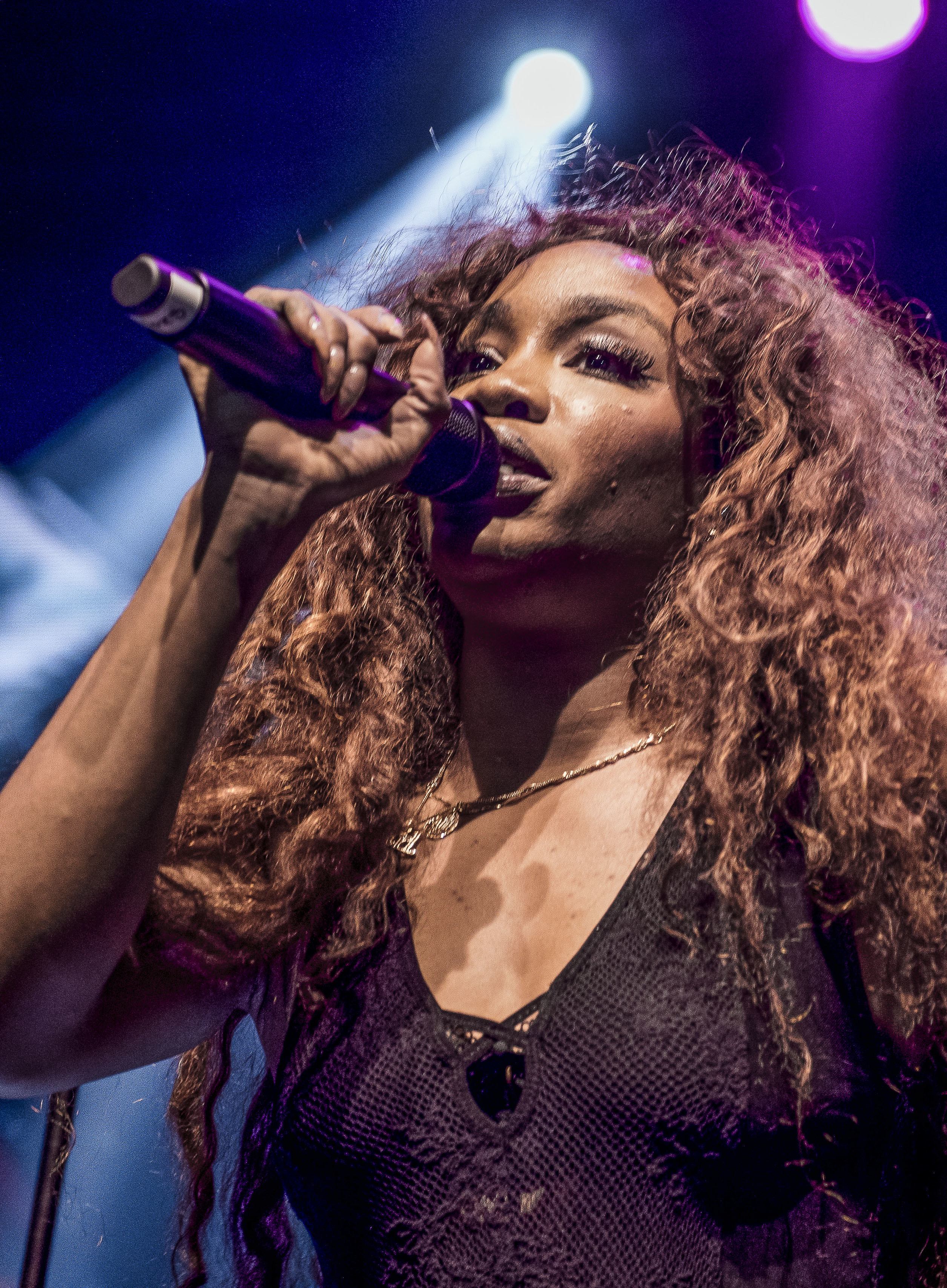
SZA (* 1989)

#### Szab
- Szabados, Dagmar (* 1947), deutsche Politikerin (SPD), Oberbürgermeisterin von Halle (Saale)
- Szabados, György (1939–2011), ungarischer Musiker und Arzt
- Szabados, Hajnalka (1973–2021), ungarische Judoka und Judotrainerin
- Szabados, László (1911–1997), ungarischer Schwimmer
- Szabados, Miklós (1912–1962), ungarischer Tischtennisspieler
- Szabados, Shannon (* 1986), kanadische Eishockeytorhüterin
- Szabadváry, Ferenc (1923–2006), ungarischer Chemiehistoriker
- Szabanin, Natália (* 2003), ungarische Tennisspielerin
- Szabel, Balthasar (1814–1869), österreichischer Kaufmann und Politiker
- Szabelski, Bolesław (1896–1979), polnischer Komponist
- Szabics, Imre (* 1981), ungarischer Fußballspieler und -trainer
- Szablewski, Andrzej (1913–1942), polnischer Zwangsarbeiter
- Szabó, Ádám (* 1973), ungarischer Archäologe, Historiker und Museumskurator
- Szabo, Adrian (* 1960), rumänischer Fußballspieler und -trainer
- Szabó, Alpár József (* 1990), ungarischer Volleyballspieler
- Szabó, Anna (* 2004), ungarische Handballspielerin
- Szabó, Antal (1910–1958), ungarischer Fußballtormann
- Szabó, Árpád (1913–2001), ungarischer Altphilologe und Wissenschaftshistoriker
- Szabó, Attila (* 1988), ungarischer Duathlet und Triathlet
- Szabó, Balázs (* 1985), ungarischer Organist und Orgelsachverständiger
- Szabó, Barbara (* 1990), ungarische Leichtathletin
- Szabó, Beatrix (* 1995), ungarische Dreispringerin
- Szabó, Bence (* 1962), ungarischer Säbelfechter und Olympiasieger
- Szabo, Brett (* 1968), US-amerikanischer Basketballspieler
- Szabó, Briana (* 2005), rumänische Tennisspielerin
- Szabó, Dániel (* 1975), ungarischer Jazzmusiker (Piano, Komposition)
- Szabó, Dániel (* 1997), ungarischer Sprinter
- Szabo, Denis (1929–2018), kanadischer Kriminologe ungarischer Herkunft
- Szabó, Dezső (1879–1945), ungarischer Schriftsteller
- Szabó, Dezső (* 1967), ungarischer Leichtathlet
- Szabó, Ecaterina (* 1968), rumänische Kunstturnerin und Trainerin
- Szabó, Erika (* 1984), ungarische Schauspielerin
- Szabó, Ervin (1877–1918), ungarischer Soziologe
- Szabó, Ferenc (1902–1969), ungarischer Komponist
- Szabo, Franz A. J. (* 1946), österreichischer Historiker
- Szabó, Gábor (1936–1982), ungarischer JazzgitarristGábor Szabó (1936–1982)

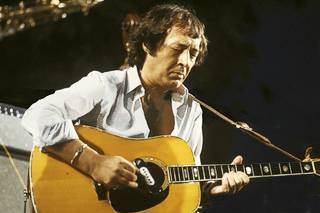
Gábor Szabó (1936–1982)

- Szabó, Gábor (* 1969), ungarischer Facharzt für Herzchirurgie
- Szabo, Gabriela (* 1975), rumänische Leichtathletin, Sportfunktionärin und Jugend- und Sportministerin
- Szabó, Gabriella (* 1959), ungarische Tischtennisspielerin
- Szabó, Gabriella (* 1986), ungarische Kanutin
- Szabó, Gellért (* 1992), deutscher Gitarrist, Dirigent und Komponist
- Szabó, Gyula M. (* 1979), ungarischer Astronom und Asteroidenentdecker
- Szabó, Herma (1902–1986), österreichische Eiskunstläuferin und Skirennläuferin
- Szabó, Ioan (1836–1911), rumänischer Priester, Bischof von Gherla, Armenopoli, Szamos-Ujvár
- Szabó, István (1863–1924), ungarischer Politiker und Minister
- Szabó, István (1878–1938), ungarischer Politiker und Minister
- Szabó, István (1906–1980), deutscher Ingenieur und Mathematiker
- Szabó, István (1924–2017), ungarischer kommunistischer Politiker, Mitglied des Parlaments
- Szabó, István (* 1938), ungarischer FilmregisseurIstván Szabó (* 1938)

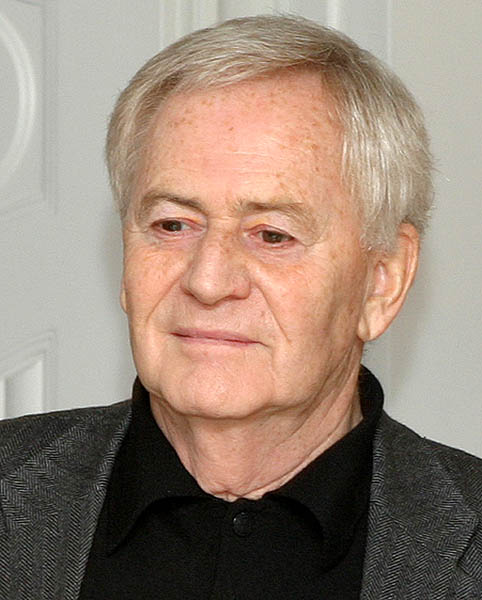
István Szabó (* 1938)

- Szabó, István (* 1950), ungarischer Kanute
- Szabó, István M. (* 1923), ungarischer Generalmajor
- Szabó, János (1957–2025), ungarischer Motorradrennfahrer
- Szabó, József (* 1940), sowjetischer Fußballspieler und ungarisch-ukrainischer -trainer
- Szabó, József (* 1956), ungarischer Fußballspieler und -trainer
- Szabó, József (* 1969), ungarischer Schwimmer
- Szabó, Karolina (* 1961), ungarische Straßenläuferin
- Szabó, Károly (1916–1964), ungarischer Angestellter der schwedischen Botschaft in Budapest und Mitarbeiter von Raoul Wallenberg
- Szabó, Károly Ferenc (1943–2011), rumänischer Politiker und MdEP für Rumänien
- Szabó, Kristóf (* 1968), Mixed-Media-Künstler, Regisseur und Choreograf
- Szabó, Krisztián (* 1989), ungarischer Schachmeister
- Szabó, Lajos (1902–1967), ungarischer Philosoph und Kalligraf
- Szabó, Lajos (1931–2015), ungarischer Radrennfahrer
- Szabó, László (1917–1998), ungarischer Schachspieler
- Szabó, László (1917–1984), ungarisch-französischer Bildhauer
- Szabó, László (1922–2008), ungarisch-kanadischer Linguist
- Szabó, Laura (* 1997), ungarische Handballspielerin
- Szabó, Lőrinc (1900–1957), ungarischer Dichter
- Szabó, Magda (1917–2007), ungarische SchriftstellerinMagda Szabó (1917–2007)

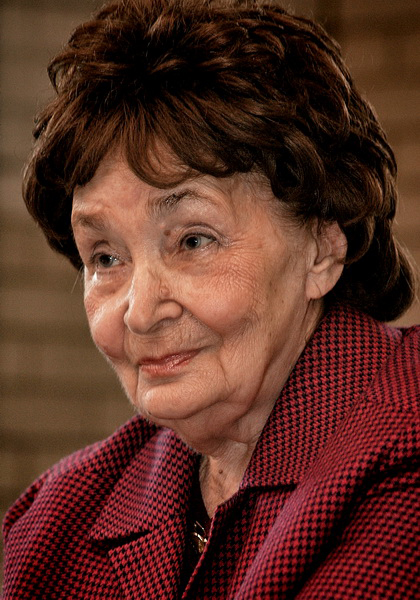
Magda Szabó (1917–2007)

- Szabo, Matyas (* 1991), deutscher Säbelfechter
- Szabó, Miklós (1908–2000), ungarischer Leichtathlet
- Szabó, Miklós (1928–2022), ungarischer Leichtathlet
- Szabó, Milán (* 1990), ungarischer Biathlet und Skilangläufer
- Szabó, Miloslav (* 1974), slowakischer Historiker und Germanist
- Szabo, Nick (* 1964), Informatiker, Rechtswissenschaftler und Kryptograph
- Szabó, Péter (1899–1963), ungarischer Fußballspieler und -trainer
- Szabó, Péter (* 1979), ungarischer Handballspieler
- Szabó, Peter (* 1981), slowakischer Eishockeyspieler
- Szabó, Péter Szentmihályi (1945–2014), ungarischer Schriftsteller und Übersetzer
- Szabó, Sándor (1951–2021), ungarischer Schwimmer
- Szabo, Steffen (* 1990), deutscher Koch
- Szabo, Susan (* 1949), deutsche Schriftstellerin
- Szabó, Szádok (1869–1956), ungarischer Dominikaner und Theologe
- Szabó, Szebasztián (* 1996), ungarischer Schwimmer
- Szabó, Szilvia (* 1978), ungarische Kanutin
- Szabó, Tamás (* 1956), ungarischer Geistlicher, emeritierter Bischof des Ungarischen Militärordinariates
- Szabó, Tímea (* 1976), ungarische Politikerin und Journalistin
- Szabó, Tünde (* 1974), ungarische Schwimmerin
- Szabó, Viktória (* 1997), ungarische Fußballspielerin
- Szabo, Vilmoș (* 1964), rumänischer Säbelfechter und Fechttrainer
- Szabó, Violette (1921–1945), französische Agentin und Widerstandskämpferin gegen den NationalsozialismusViolette Szabó (1921–1945)

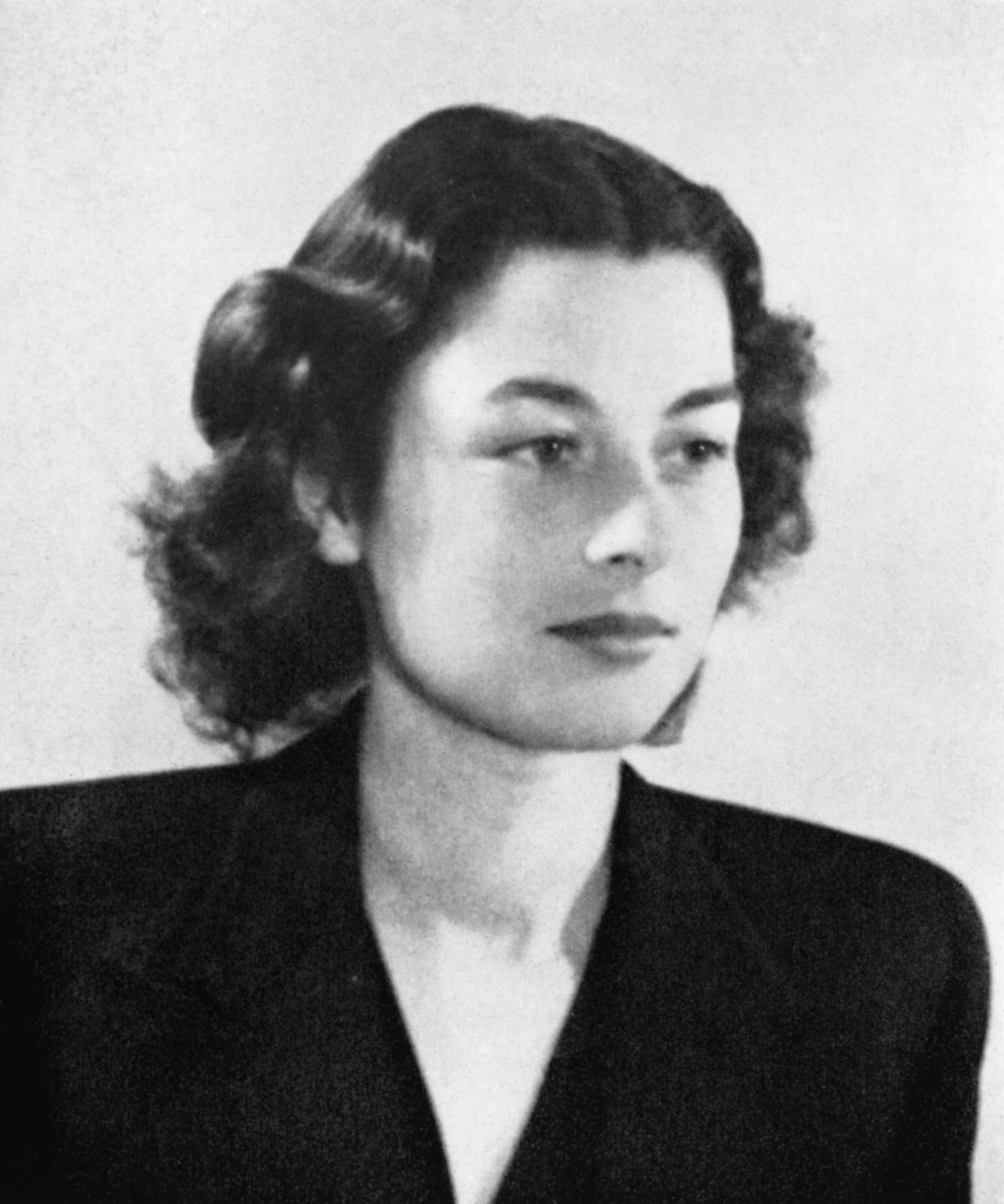
Violette Szabó (1921–1945)

- Szabo, Wilhelm (1901–1986), österreichischer Dichter, Autor, Übersetzer und Lehrer
- Szabó, Zita (* 1975), ungarische Triathletin
- Szabó, Zoltán (* 1965), ungarisch-US-amerikanischer Mathematiker
- Szabó, Zsolt (* 1961), niederländischer Politiker und Geschäftsmann
- Szabó, Zsuzsa (* 1940), ungarische Mittelstreckenläuferin und Sprinterin
- Szabo-Engelmann, Christine (1874–1959), österreichische Eiskunstläuferin
- Szabó-Kovacsicz, Mónika (* 1983), ungarische Handballspielerin und -trainerin
- Szabó-Olgyai, Zsuzsanna (* 1973), ungarische Stabhochspringerin
- Szabó-Orbán, Olga (1938–2022), rumänische Florettfechterin
- Szabóky, Márton (* 1982), ungarischer Squashspieler
- Szabolcsi, Bence (1899–1973), ungarischer Musikwissenschaftler
- Szabolcsi, Szilvia (* 1977), ungarische Bahnradsportlerin und Eisschnellläuferin
- Szabóová, Sandra (* 1996), slowakische Volleyballspielerin
- Szabszinski von Rembow, Michael (1740–1818), preußischer Generalleutnant und Chef des Füselierregiments Nr. 6

#### Szac
- Szacknys, Kay, deutscher Theaterschauspieler, Autor und Kabarettist

#### Szad
- Szadek, Tomasz, polnischer Sänger und Komponist
- Szadkowski, Dita von (1928–2012), deutsche Musikjournalistin und Jazzautorin
- Szadkowski, Zuzanna (* 1978), polnisch-amerikanische Schauspielerin
- Szadowski, Johannes (1834–1914), deutscher katholischer Theologe in Ostpreußen
- Szádowsky, Róbert (1914–2000), rumänischer Fußballtorhüter
- Szadrowsky, Manfred (1886–1974), Schweizer Sprachwissenschafter
- Szadurska, Kasia von (1886–1942), deutsche Malerin und Grafikerin

#### Szaf
- Szafer, Władysław (1886–1970), polnischer Botaniker und Ökologe
- Szaflarska, Danuta (1915–2017), polnische Schauspielerin
- Szafnauer, Otmar (* 1964), rumänisch-US-amerikanischer MotorsportmanagerOtmar Szafnauer (* 1964)

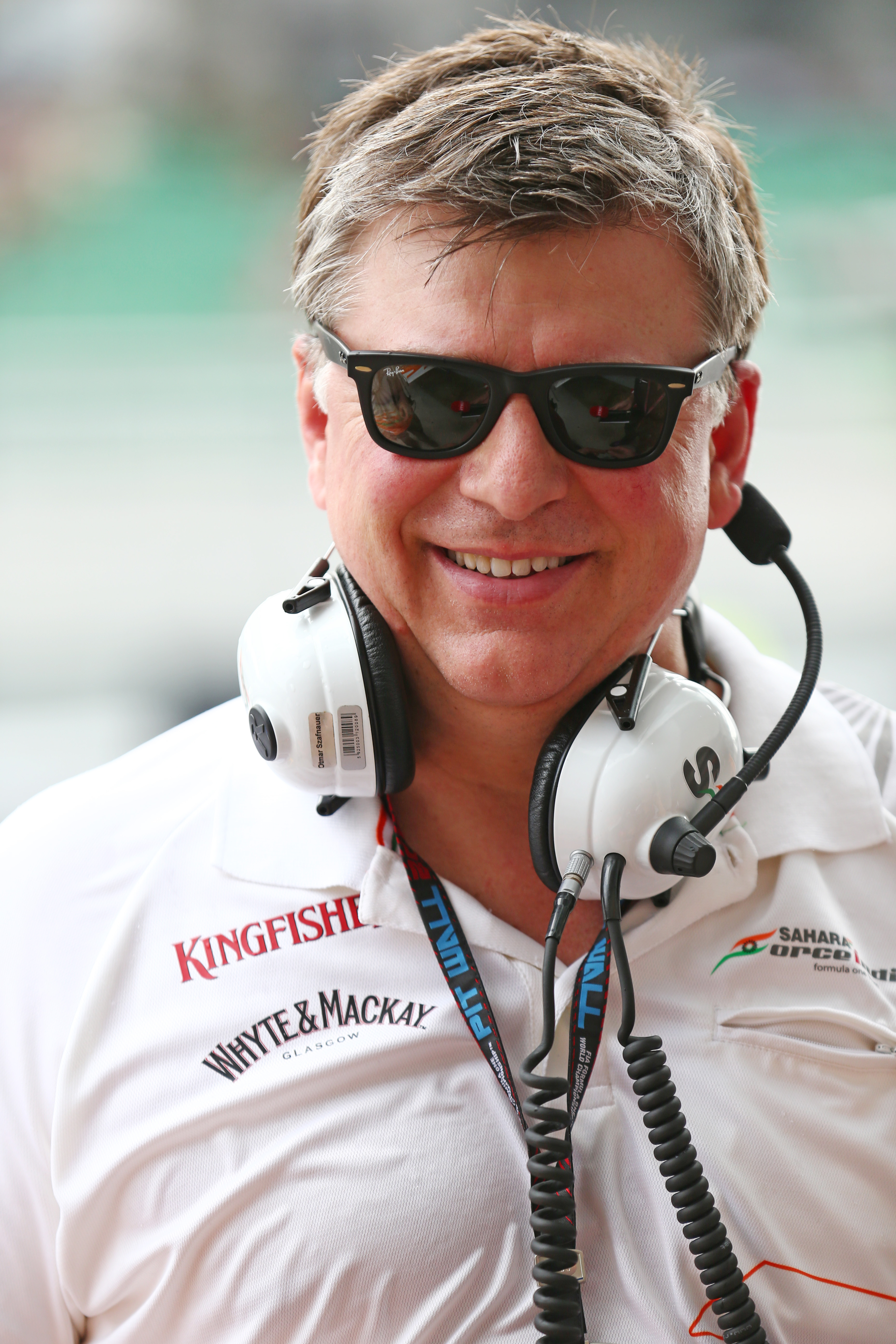
Otmar Szafnauer (* 1964)

- Szafran, Lora (* 1960), polnische Jazz- und Popsängerin
- Szafran, Sam (1934–2019), französischer Künstler
- Szafranek, Piotr (* 1973), polnischer Tischtennisspieler
- Szafraniec, Stanisław († 1598), – Wojewode von Sandomierz (1581–1587), Kastellan von Sandomierz (1576), Kastellan von Biecz (1569–1576), Vogt von Krakau (1589–1598), Vogt von Sandomierz (1566), Starost von Lelów (1563–1578), Marschall des Sejm-Abgeordnetenhauses im Jahr 1570 sowie des Konvokationssejms von 1574, Starost von Wolbrom und Förderer des Calvinismus in Kleinpolen
- Szafraniec-Rutkiewicz, Anna (* 1981), polnische Radrennfahrerin
- Szafranski, Kurt (1890–1964), Illustrator; Redakteur und Mitbegründer einer BildagenturKurt Szafranski (1890–1964)

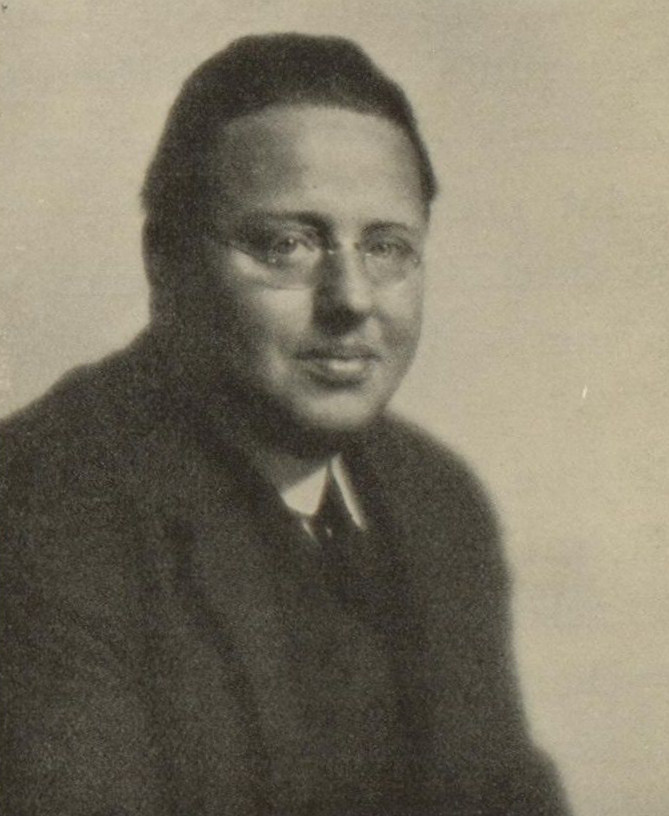
Kurt Szafranski (1890–1964)

#### Szag
- Szagański, Radek (* 1979), polnischer Dartspieler
- Szagdaj, Nadia (* 1984), polnische Schriftstellerin, Musikerin und Bildkünstlerin
- Szagun, Anna-Katharina (* 1940), deutsche evangelische Theologin
- Szagun, Gisela (* 1942), deutsche Sprachpsychologin

#### Szai
- Szaif, Jan (* 1960), deutscher Philosophiehistoriker
- Szaif, Peter (1923–1970), deutscher Bildhauer
- Szaivert, Wolfgang (* 1950), österreichischer Numismatiker

#### Szaj
- Szaj, Magdalena (* 1995), polnische Fußballspielerin
- Szajda, Pawel (* 1982), US-amerikanischer Schauspieler
- Szajer, Hermann Zwi (* 1948), deutscher Künstler
- Szájer, József (* 1961), ungarischer Politiker, MdEP
- Szajkowski, Zosa (1911–1978), polnischer Historiker
- Szajna, Józef (1922–2008), polnischer Schauspieler und Theaterleiter
- Szajner, Bob (1938–2019), US-amerikanischer Jazzmusiker (Piano, Komposition)
- Szajnfeld, Mendel (1922–2000), polnischer Holocaustüberlebender, Metallarbeiter
- Szajnocha, Karol (1818–1868), polnischer Schriftsteller und Historiker

#### Szak
- Szakácsi, Sándor (1952–2007), ungarischer Schauspieler und Synchronsprecher
- Szakáll, Szőke (1883–1955), ungarischer Theater- und Filmschauspieler sowie Autor
- Szakály, Ágnes (* 1951), ungarische Cimbalomspielerin
- Szakasits, Árpád (1888–1965), ungarischer Politiker und Staatspräsident
- Szakcsi Lakatos, Béla (1943–2022), ungarischer Jazzpianist und Komponist
- Szakmáry, Gréta (* 1991), ungarische Volleyball-Nationalspielerin
- Szakovics, József († 1930), katholischer Priester und Autor von Gebetbüchern

#### Szal
- Szal, Adam (* 1953), polnischer Geistlicher, römisch-katholischer Erzbischof von Przemyśl
- Szala, Dominik (* 2006), polnischer Fußballspieler
- Szalafai, Gábor (* 1985), ungarischer Handballspieler
- Szalai, Ádám (* 1987), ungarischer FußballspielerÁdám Szalai (* 1987)

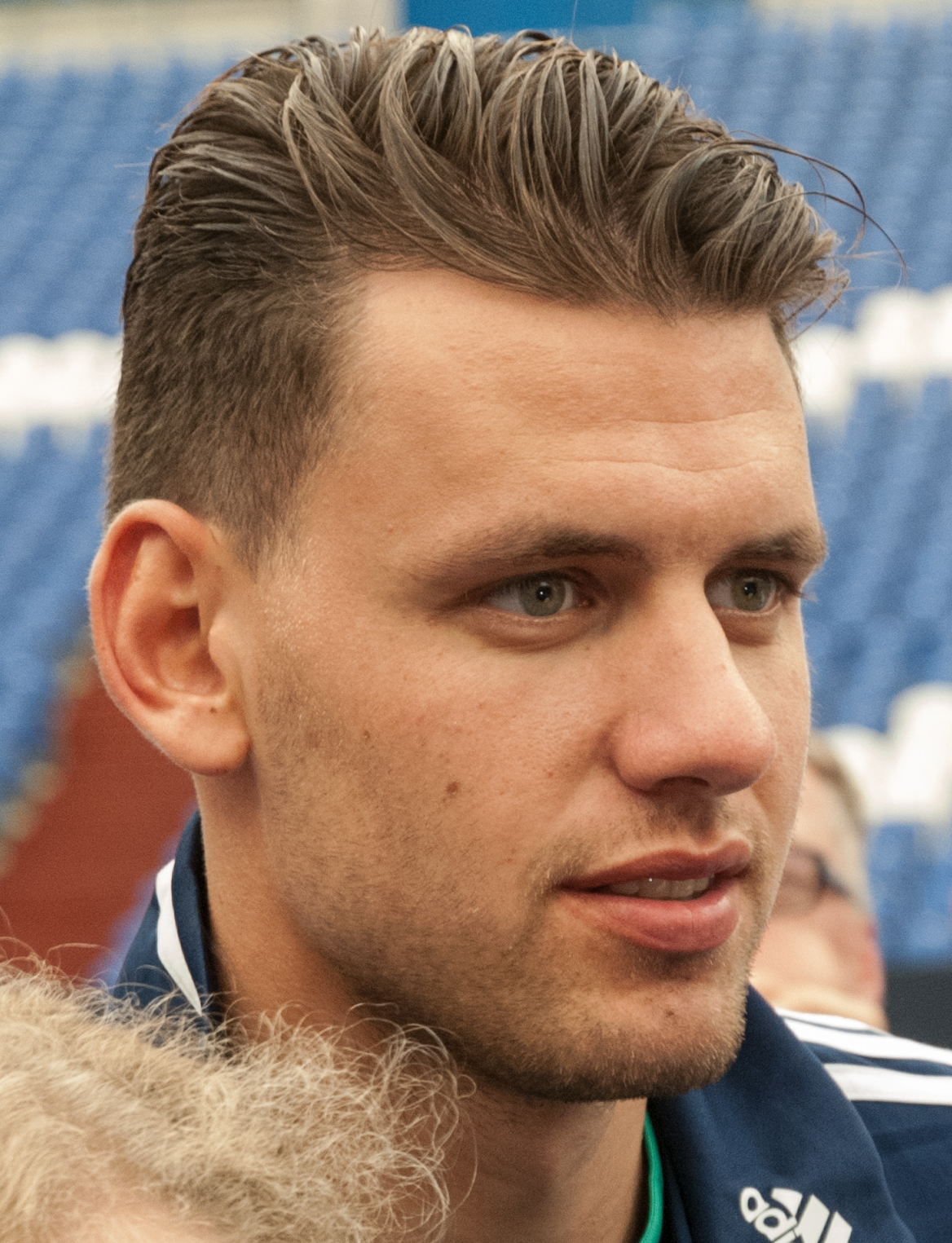
Ádám Szalai (* 1987)

- Szalai, Annamária (1961–2013), ungarische Politikerin, Mitglied des Parlaments und Journalistin
- Szalai, Attila (* 1998), ungarischer Fußballspieler
- Szalai, Gyula (* 1968), ungarischer Badmintonspieler
- Szalai, Miklós (* 1964), ungarischer atheistischer Philosoph und Historiker
- Szalai, Silvia (* 1975), deutsche Schwimmerin
- Szałamacha, Paweł (* 1969), polnischer Politiker und Jurist
- Szałankiewicz, Jakub (* 1989), polnischer Beachvolleyballspieler
- Szálasi, Ferenc (1897–1946), ungarischer faschistischer Parteiführer und KriegsverbrecherFerenc Szálasi (1897–1946)

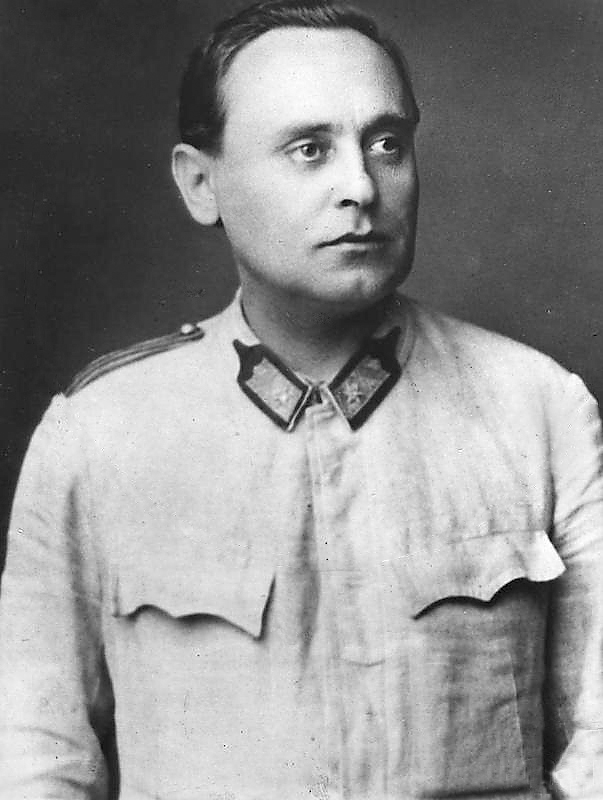
Ferenc Szálasi (1897–1946)

- Szalay, Alexander (* 1949), ungarischer Astrophysiker, Informatiker und Kosmologe
- Szalay, Antal (* 1912), ungarischer Fußballspieler und -trainer
- Szalay, Attila (* 1961), ungarischer Kameramann
- Szalay, Christoph (* 1987), österreichischer Lyriker
- Szalay, David (* 1974), britischer Schriftsteller
- Szalay, Frederick S. (* 1938), ungarisch-US-amerikanischer Wirbeltierpaläontologe
- Szalay, István (1944–2022), ungarischer Mathematiker und Politiker
- Szalay, Joseph von, österreichischer Pianist und Komponist
- Szalay, László (1813–1864), ungarischer Reformpolitiker, Publizist und Historiker
- Szalay, Sándor (1893–1965), ungarischer Eiskunstläufer
- Szalay, Szandra (* 1989), ungarische Triathletin
- Szalay-Bobrovniczky, Kristóf (* 1970), ungarischer Politiker, Verteidigungsminister
- Szalay-Horváth, Gyöngyi (1968–2017), ungarische Degenfechterin
- Szalecki, Jerzy (* 1942), polnischer Trainer für Gewichtheben
- Szaleski, Mieczysław (1891–1958), polnischer Bratschist und Musikpädagoge
- Szalet, Leon (1892–1958), polnischer Immobilienmakler und Überlebender des Holocaust
- Szalinski, Fritz (1878–1945), Gewerkschaftssekretär in Osnabrück
- Szalinski, Fritz (1905–1978), deutscher Bildhauer
- Szalit, Julius (1892–1919), österreichischer Übersetzer, Dramaturg sowie Bühnen- und Stummfilmschauspieler
- Szalit-Marcus, Rahel (1892–1942), Malerin und Illustratorin in München, Berlin und Paris
- Szalma, Dorotty (* 1974), ungarische Theaterregisseurin und Schauspielintendantin
- Szalma, József (* 1948), serbischer Rechtswissenschaftler und Hochschullehrer an der Universität Novi Sad
- Szalma, László (* 1957), ungarischer Weitspringer
- Szalonek, Witold (1927–2001), polnischer Komponist
- Szalontay, Sándor (* 1990), ungarischer Radsportler
- Szałowski, Antoni (1907–1973), polnischer Komponist
- Szalski, Laura (* 1995), deutsche Schauspielerin
- Szalsza, Piotr (* 1944), polnisch-österreichischer Musiker, Regisseur und Autor
- Szalwinska, Beata (* 1966), polnische Konzertpianistin

#### Szam
- Szamatólski, Siegfried (1866–1894), deutscher Literaturhistoriker
- Szameit, Alexander (* 1979), deutscher Physiker
- Szameit, Michael (1950–2014), deutschsprachiger Science-Fiction-Schriftsteller und Herausgeber
- Szameitat, Klaus (1914–1985), deutscher Statistiker
- Szamocki, Józef (* 1954), polnischer römisch-katholischer Geistlicher, Weihbischof in Toruń
- Szamota, Henryk (1910–2002), polnischer Radrennfahrer
- Szamotuł, Wacław z, polnischer Komponist
- Szamotulski, Grzegorz (* 1976), polnischer Fußballtorhüter
- Szamuely, Tamás (* 1971), ungarischer Mathematiker
- Szamuely, Tibor (1890–1919), ungarischer Journalist und kommunistischer Politiker

#### Szan
- Szana, Sigismund (1870–1929), ungarisch-rumänischer Bankier
- Szanajca, Józef (1902–1939), polnischer Architekt
- Szandai, Mátyás (1977–2023), ungarischer Jazzmusiker (Kontrabass, Komposition)
- Szangolies, Uwe (* 1962), deutscher Fußballspieler
- Szaniawski, Jerzy (1886–1970), polnischer Schriftsteller
- Szaniawski, Paweł (* 1981), polnischer Radrennfahrer
- Szankay, Zoltán (1929–2008), Soziologe und Publizist
- Szankowski, Boleslaw von (1873–1953), Bildnismaler
- Szánthó, Enid (* 1907), ungarische Opernsängerin (Alt)
- Szanto, Emil (1857–1904), österreichischer Althistoriker und Epigraphiker
- Szántó, Henrik (* 1988), finnisch-britischer AutorHenrik Szántó (* 1988)

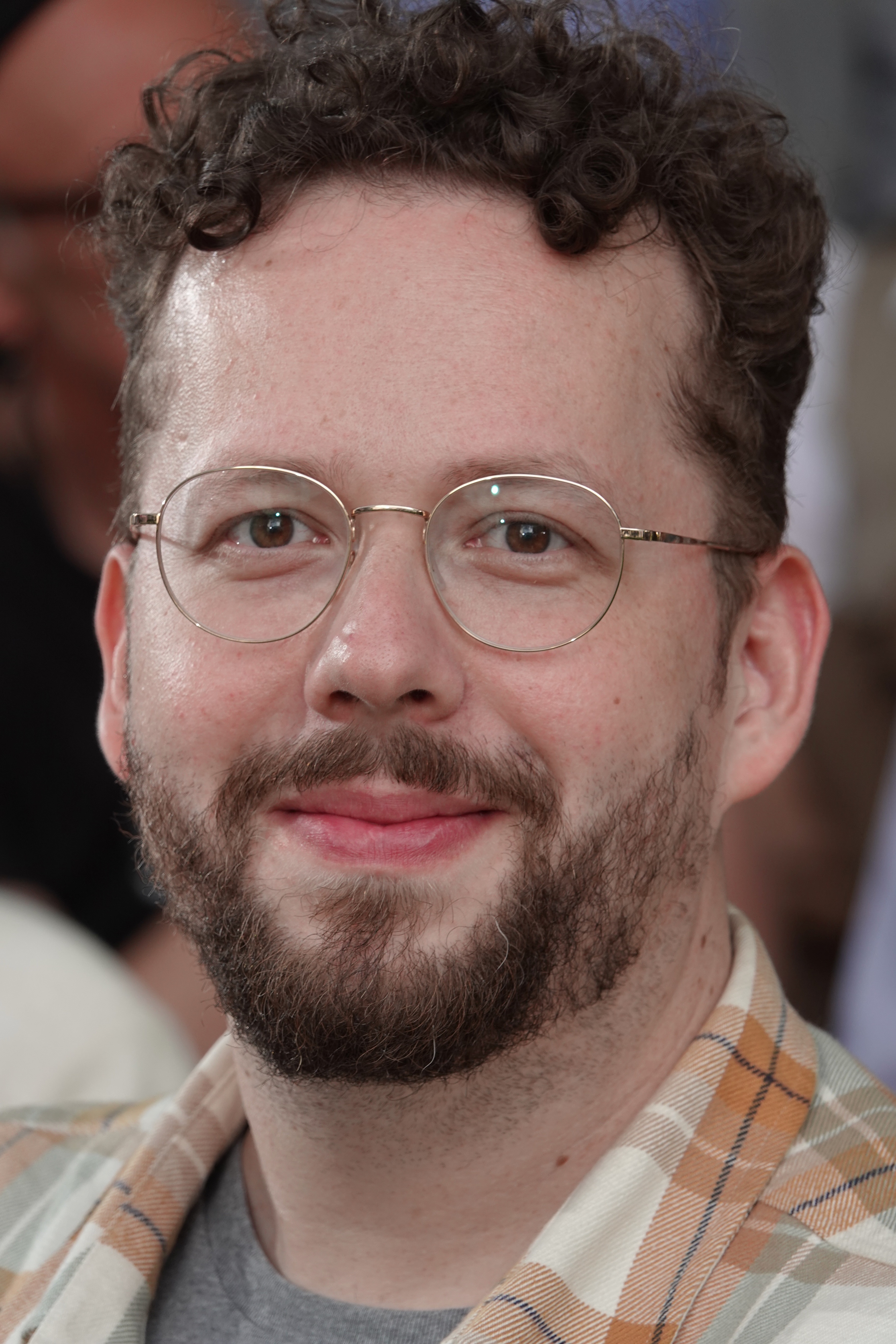
Henrik Szántó (* 1988)

- Szántó, Jani (1887–1977), ungarischer Geiger und Musikpädagoge
- Szántó, Tamás (* 1996), ungarischer Fußballspieler
- Szantyr, Anton (1910–1973), polnisch-deutscher Klassischer Philologe
- Szanwald, Rudolf (1931–2013), österreichischer Fußballspieler
- Szanya, Anton (* 1945), österreichischer Historiker
- Szanyi, Andor (* 1964), ungarischer Gewichtheber
- Szanyi, Tibor (* 1956), ungarischer Politiker
- Szanyiel, Philip (* 1960), französischer Basketballspieler

#### Szap
- Szapáry, Etelka († 1876), ungarische Adlige
- Szápáry, Friedrich von (1869–1935), österreich-ungarischer Diplomat
- Szapáry, Géza (1828–1898), ungarischer Adeliger, Politiker und Offizier
- Szapáry, Gyula (1832–1905), österreichisch-ungarischer Politiker und Ministerpräsident
- Szapáry, László (1864–1939), ungarischer Politiker, Diplomat und Gouverneur von Fiume
- Szapáry, Pál (1873–1917), ungarischer Politiker und Gouverneur von Fiume
- Szapocznikow, Alina (1926–1973), polnische Bildhauerin und Grafikerin
- Szapołowska, Grażyna (* 1953), polnische Schauspielerin
- Szappanos, Péter (* 1990), ungarischer Fußballtorhüter

#### Szar
- Szarabajka, Keith (* 1952), US-amerikanischer Schauspieler und SynchronsprecherKeith Szarabajka (* 1952)

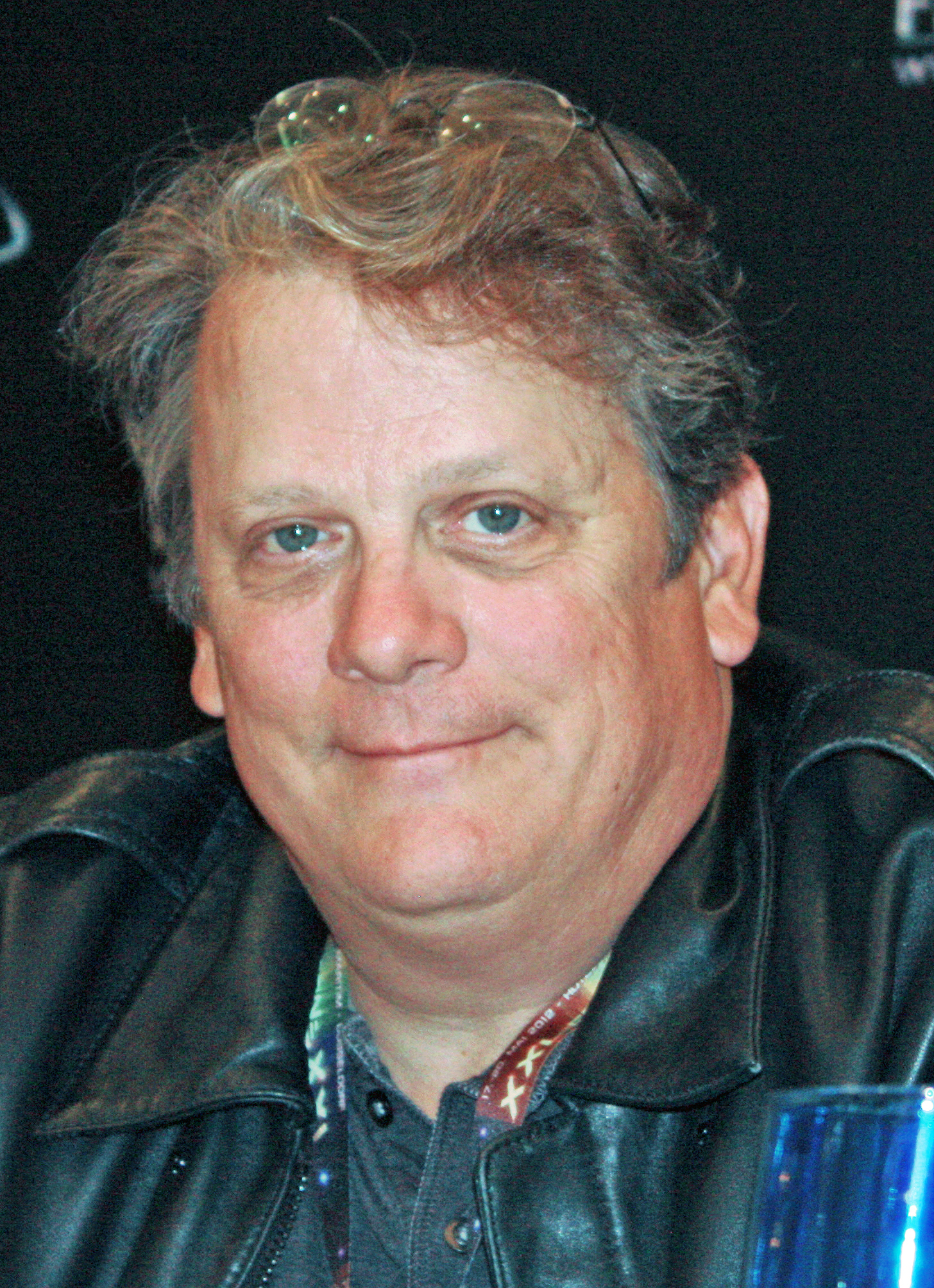
Keith Szarabajka (* 1952)

- Szarán, Luis (* 1953), paraguayischer Komponist, Dirigent, Musikwissenschaftler und Orchestergründer
- Szarata, Daniel (* 1982), deutscher Politiker (CDU), Oberbürgermeister von Halberstadt
- Szardenings, André (* 1989), deutscher Regisseur
- Szarek, Jan (1936–2020), polnischer lutherischer Theologe und Bischof der Evangelisch-Augsburgischen Kirche in Polen
- Szarek, Janina (* 1950), polnische Regisseurin, Schauspielerin und Theaterpädagogin
- Szarek, Łukasz (* 1990), polnischer Volleyballspieler
- Szarek, Stanisław (* 1953), polnischer Mathematiker
- Szargiej, Krzysztof (* 1963), polnischer Handballspieler und -trainer
- Szarka, Ákos (* 1990), slowakischer Fußballspieler
- Szarka, Robin (* 1991), deutscher Fußballspieler
- Szarka, Zoltán (1942–2016), ungarischer Fußballspieler und -trainer
- Szarková, Simona (* 1992), slowakische Handballspielerin
- Szarkowski, John (1925–2007), US-amerikanischer Fotografie-Kunsthistoriker, Kunstkritiker, Kurator und Fotograf
- Szarmach, Andrzej (* 1950), polnischer Fußballspieler und -trainerAndrzej Szarmach (* 1950)

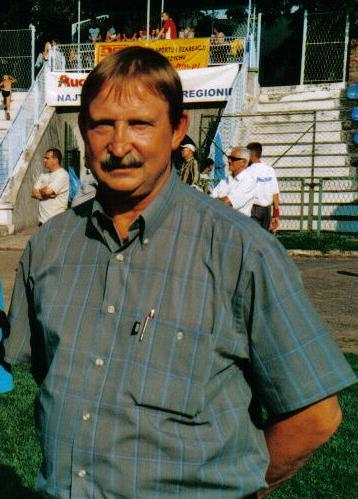
Andrzej Szarmach (* 1950)

- Szárnovszky, Ferenc (1863–1903), ungarischer Bildhauer und Medailleur
- Szaro, Henryk (1900–1942), jüdisch-polnischer Filmregisseur
- Szaroleta, Franz (1902–1988), deutscher Gebrauchsgrafiker in der DDR
- Szarota, Elida Maria (1904–1994), polnische Germanistin
- Szarota, Tomasz (* 1940), polnischer Historiker und Publizist
- Szarvas, Alexandra (* 1992), ungarische Fußballspielerin
- Szarvas, Patricia (* 1970), österreichische Wirtschaftsjournalistin und Moderatorin bei CNBC (Europa)
- Szarvassi, Arthur (1873–1919), österreichischer theoretischer Physiker
- Szarvasy, Anne, deutsche Sachbuchautorin und ehemalige Schauspielerin
- Szary, Ryszard (* 1979), polnischer Biathlet
- Szarzewski, Dimitri (* 1983), französischer Rugbyspieler
- Szarzyński, Stanisław Sylwester, polnischer Komponist
- Szarzynski, Ward (* 1974), belgischer Eishockeyspieler

#### Szas
- Szász Stessel, Zahava (* 1930), ungarisch-amerikanische Autorin
- Szasz, Andrew (* 1947), US-amerikanischer Umweltsoziologe
- Szasz, Iosif (* 1932), rumänischer Politiker (PCR)
- Szász, János (* 1958), ungarischer Regisseur
- Szász, Júlia (* 1994), ungarische Schauspielerin
- Szász, Károly (1865–1950), ungarischer Politiker, Journalist, Schriftsteller und Präsident des Abgeordnetenhauses
- Szász, Nora (* 1962), deutsche Frauenärztin
- Szász, Otto (1884–1952), ungarischer Mathematiker
- Szasz, Sari (1922–2006), rumänische Tischtennisspielerin
- Szász, Stephan (* 1966), deutscher Schauspieler
- Szasz, Thomas (1920–2012), US-amerikanischer Psychiater und PsychoanalytikerThomas Szasz (1920–2012)

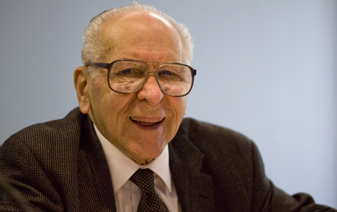
Thomas Szasz (1920–2012)

- Szász, Tibor (1948–2025), ungarischer Pianist
- Szász-Kovács, Emese (* 1982), ungarische Degenfechterin und Olympiasiegerin
- Szászy, Mira (1921–2001), neuseeländische Māori-Führerin und Sozialwissenschaftlerin

#### Szat
- Szathmári, Carol Popp de (1812–1887), ungarisch-rumänischer Fotograf, Lithograf und Maler
- Szathmári, János (* 1969), ungarischer Handballspieler
- Szathmári, Sándor (1897–1974), ungarischer Esperanto-Autor
- Szathmáry, Elemér (1926–1971), ungarischer Schwimmer
- Szathmáry, Eörs (* 1959), ungarischer Biochemiker
- Szathmáry, Kálmán (* 1890), ungarischer Stabhochspringer
- Szathmáry, Zsigmond (* 1939), ungarischer Organist, Pianist, Komponist und Dirigent
- Szatkowska, Anna (1928–2015), polnische Widerstandskämpferin und Autorin
- Szatmári, Ágnes (* 1987), rumänische Tennisspielerin
- Szatmári, Alexander (* 1952), rumänisch-deutscher Fußballspieler, -trainer und -funktionär
- Szatmári, András (* 1993), ungarischer Säbelfechter
- Szatmari, Eugen (1892–1953), ungarischer Schriftsteller und Journalist
- Szatrawski, Krzysztof (* 1961), polnischer Dichter, Schriftsteller, Musikwissenschaftler, Kulturphilosoph

#### Szau
- Szaule, Walter (* 1944), deutscher Fußballspieler

#### Szav
- Szávai, Géza (* 1950), ungarischer Schriftsteller, Übersetzer, Kritiker und Essayist
- Szávay, Ágnes (* 1988), ungarische Tennisspielerin
- Szávay, Blanka (* 1993), ungarische Tennisspielerin

#### Szaw
- Szawlowski, Yasemin (* 1992), türkische Schauspielerin

### Szc
- Szczawiński, Krzysztof (* 1979), polnischer Radrennfahrer
- Szczechowicz, Andrzej (* 2000), polnischer nordischer Kombinierer
- Szczechura, Paul (* 1985), kanadischer Eishockeyspieler
- Szczekalla, Michael (* 1961), deutscher Anglist, Pädagoge und Schulleiter
- Szczepaniak, Kacper (* 1990), polnischer Cyclocrossfahrer
- Szczepaniak, Paweł (* 1989), polnischer Cyclocrossfahrer
- Szczepaniak, Renata (* 1973), polnische Germanistin
- Szczepaniak, Stanisław (1934–2015), polnischer Biathlet
- Szczepaniak, Władysław (1910–1979), polnischer Fußballspieler
- Szczepanik, Edward (1915–2005), polnischer Wirtschaftswissenschaftler, Politiker und Ministerpräsident der Polnischen Exilregierung
- Szczepanik, Jan (1872–1926), polnischer Chemiker und Erfinder
- Szczepankiewicz, Daniel (* 1993), polnischer Fußballtorhüter
- Szczepańska, Aneta (* 1974), polnische Judoka
- Szczepańska, Elise von († 1907), deutsche Ratgeberautorin
- Szczepanski, Carsten (* 1970), deutscher Neonazi und V-Mann
- Szczepanski, Gustav von (1819–1900), preußischer Verwaltungsbeamter und Autor
- Szczepański, Jan (1939–2017), polnischer Boxer
- Szczepański, Jan Józef (1919–2003), polnischer Schriftsteller
- Szczepański, Józef (1922–1944), polnischer Dichter, Befehlshaber im Warschauer Aufstand
- Szczepanski, Paul von (1855–1924), deutscher Publizist
- Szczepański, Wiesław (* 1960), polnischer Politiker, Mitglied des Sejm
- Szczepecki, Fritz (1908–1987), deutscher Politiker (SED)
- Szczepkowska, Joanna (* 1953), polnische Schauspielerin und Autorin
- Szczepkowski, Józef (1849–1909), polnischer Opernsänger (Bariton)
- Szczepkowski, Zbigniew (1952–2019), polnischer Radrennfahrer
- Szczeponik, Thomas (1860–1927), deutscher Politiker (Zentrum), MdR
- Szczerba, Kazimierz (* 1954), polnischer Boxer
- Szczerba, Michał (* 1977), polnischer Politiker (Platforma Obywatelska), Mitglied des Sejm
- Szczerbiak, Wally (* 1977), US-amerikanischer Basketballspieler
- Szczerbiak, Walter (* 1949), US-amerikanischer Basketballspieler
- Szczerbiński, Alfons (1858–1895), polnischer Komponist und Musikpädagoge
- Szczerek, Ziemowit (* 1978), polnischer Schriftsteller, Übersetzer und Journalist
- Szczerski, Krzysztof (* 1973), polnischer Politologe und Politiker (PiS)
- Szczęsna, Klara Ludwika (1863–1916), polnische römisch-katholische Ordensfrau und Ordensgründerin, Selige
- Szczęsna, Monika (* 1987), polnische Leichtathletin
- Szcześniak, Mieczysław (* 1964), polnischer Musiker
- Szczesniak, Tom (* 1948), US-amerikanischer Musiker, Arrangeur und Komponist
- Szczęsny, Andrzej (1938–2012), polnischer Fußballtorhüter
- Szczesny, Carl Julius (* 1818), preußischer Landrat
- Szczesny, Dennis (* 1993), deutsch-polnischer Handballspieler
- Szczesny, Gerhard (1918–2002), deutscher Philosoph, Publizist und Journalist
- Szczęsny, Maciej (* 1965), polnischer Fußballspieler
- Szczęsny, Mikołaj (* 2004), polnischer Leichtathlet
- Szczesny, Phil (* 1992), deutscher Rugbyspieler
- Szczęsny, Piotr (1963–2017), polnischer Chemiker
- Szczesny, Stefan (* 1951), deutscher Maler, Bildhauer und FotografStefan Szczesny (* 1951)

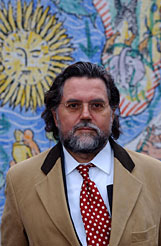
Stefan Szczesny (* 1951)

- Szczęsny, Wojciech (* 1990), polnischer FußballtorwartWojciech Szczęsny (* 1990)

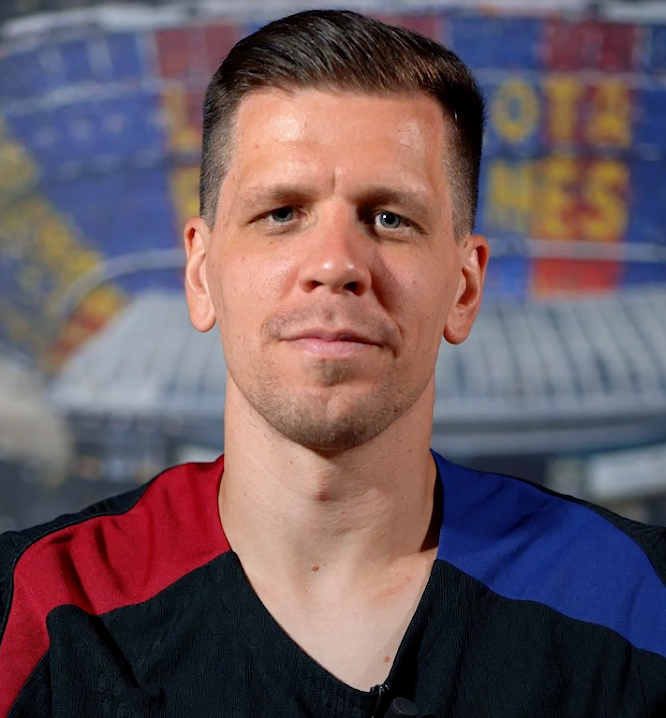
Wojciech Szczęsny (* 1990)

- Szczesny-Friedmann, Claudia (* 1953), deutsche Journalistin und Autorin
- Szczotkowski, Zygmunt (1877–1943), polnischer Bergbaudirektor
- Szczucki, Krzysztof (* 1986), polnischer Politiker
- Szczuka, Kasimir (1620–1694), Bischof von Kulm
- Szczuka, Kazimiera (* 1966), polnische Literaturhistorikerin, Fernsehjournalistin und Feministin
- Szczuka, Mieczysław (1898–1927), polnischer Maler und Grafiker
- Szczurek, Łukasz (* 1988), polnischer Biathlet
- Szczurek, Mateusz (* 1975), polnischer Politiker
- Szczurek, Paul (1908–1948), deutscher Kriegsverbrecher und Angehöriger der Lager-SS im KZ Auschwitz
- Szczurek, Stefanie (* 1986), deutsche Bobfahrerin
- Szczurek, Wojciech (* 1963), polnischer Politiker, Stadtpräsident von Gdynia
- Szczurowski, Jacek (* 1716), polnischer Jesuit, Musiker und Komponist
- Szczurowski, Stefan (* 1982), australischer Ruderer
- Szczygieł, Mariusz (* 1966), polnischer Journalist und Autor
- Szczygielski, Marcin (* 1972), polnischer Schriftsteller, Journalist und Grafiker
- Szczygielski, Stanislaus (1902–1945), deutscher Widerstandskämpfer gegen das NS-Regime
- Szczygło, Aleksander (1963–2010), polnischer Politiker, Mitglied des Sejm
- Szczypiński, Witold (* 1955), stellvertretender Vorstandsvorsitzender der Grupa Azoty (ehemals Stickstoffwerk in Tarnów-Mościce SA)
- Szczypiorski, Andrzej (1928–2000), polnischer SchriftstellerAndrzej Szczypiorski (1928–2000)

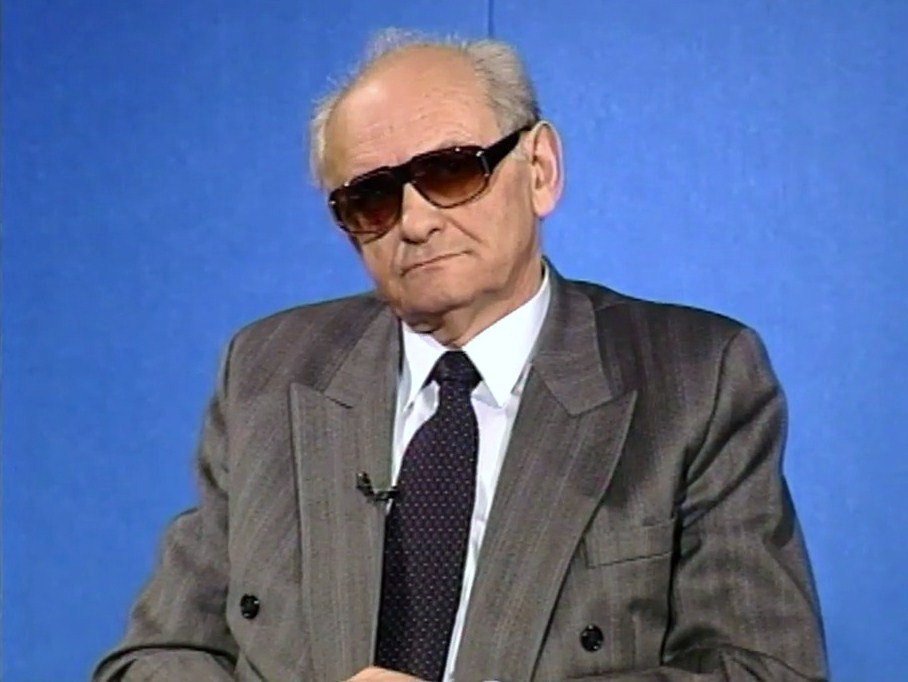
Andrzej Szczypiorski (1928–2000)

- Szczytko, Andrzej (1955–2021), polnischer Schauspieler und Regisseur

### Sze
- Sze Sung-hsi (1909–1994), chinesischer Diplomat
- Sze, Henry (1885–1967), chinesischer Schauspieler
- Sze, Kenwrick (* 2004), philippinischer Eishockeyspieler
- Sze, Sarah (* 1969), US-amerikanische Bildhauerin und Installationskünstlerin
- Sze, Simon (1936–2023), chinesischer Elektroingenieur (Taiwan)
- Sze, Yu (* 1962), australischer Badmintonspieler chinesischer Herkunft

#### Szeb
- Szebedits, Ernst (* 1951), deutscher Filmproduzent
- Szebehely, Victor (1921–1997), ungarisch-amerikanischer Astronom, Ingenieur und Himmelsmechaniker
- Szebellédy, László (1901–1944), ungarischer Chemiker
- Szebeny, Antal (1886–1936), ungarischer Ruderer
- Szebeny, György (1887–1968), ungarischer Ruderer
- Szebeny, István (1890–1953), ungarischer Ruderer
- Szebeny, Miklós (1887–1919), ungarischer Ruderer
- Szeberinyi, Johann Michael (1825–1915), ungarischer Pfarrer und evangelischer Garnisonsprediger in Wien

#### Szec
- Szech, Nora (1980–2023), deutsche Verhaltensökonomin
- Szech, Peter (1953–2014), deutscher Fußballspieler
- Széchenyi, Béla (1837–1918), ungarischer Forschungsreisender
- Széchényi, Bertalan (1866–1943), ungarischer Politiker und Präsident des Oberhauses
- Széchényi, Ferenc (1754–1820), ungarischer Adeliger und Politiker
- Széchényi, Gyula (1829–1921), ungarischer Politiker und Hofbeamter
- Széchényi, Imre (1825–1898), österreichisch-ungarischer Diplomat
- Széchenyi, István (1791–1860), ungarischer Staatsmann und ReformerIstván Széchenyi (1791–1860)

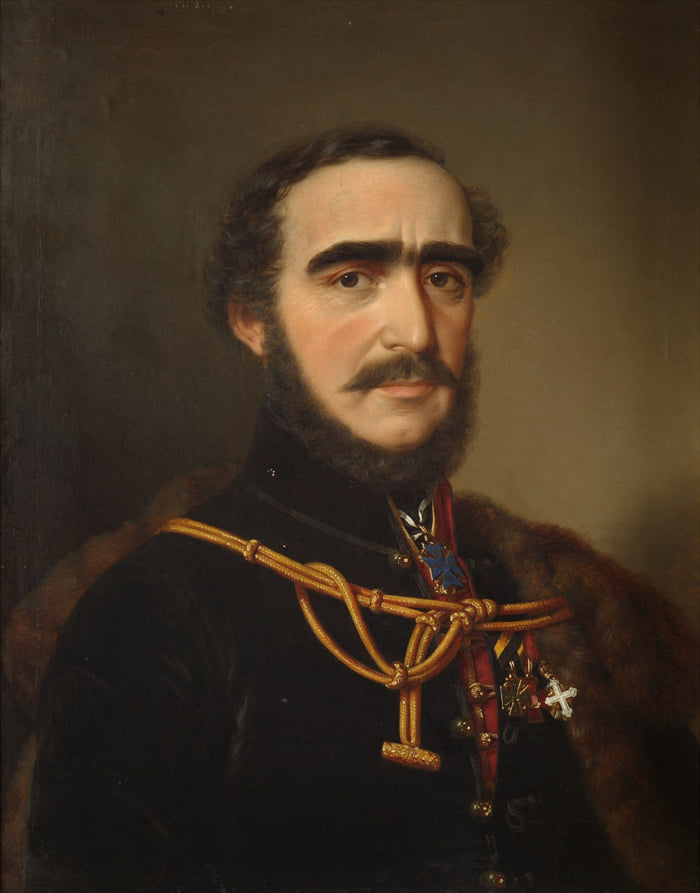
István Széchenyi (1791–1860)

- Széchényi, Manó (1858–1926), ungarischer Minister, Diplomat, k.u.k. Kämmerer und Geheimrat
- Széchényi, Nikolaus (1868–1923), ungarischer römisch-katholischer Bischof
- Széchenyi, Ödön (1839–1922), ungarischer Feuerwehrpionier und Pascha in Istanbul
- Széchényi, Pál (1831–1901), ungarischer Politiker und Minister
- Széchenyi, Zsigmond (1898–1967), ungarischer Jäger, Reisender und Schriftsteller
- Széchy, Károly (1903–1972), ungarischer Bauingenieur für Grundbau und Tunnelbau
- Széchy, László (1891–1963), ungarischer Säbelfechter
- Szécsen von Temerin, Nicolaus (1782–1871), österreichischer Politiker und später Obersthofmeister der Erzherzogin Sophie
- Szécsen, Antal (1819–1896), ungarisch-österreichischer Diplomat und Politiker
- Szécsen, Miklós (1857–1926), ungarischer Großgrundbesitzer, Hofmarschall und Diplomat
- Szecsenyi, Joachim (* 1953), deutscher Mediziner und Sozialwissenschaftler
- Szécsényi, József (1932–2017), ungarischer Diskuswerfer
- Szécsi, Dénes († 1465), ungarischer Kardinal
- Szécsi, Maria (1914–1984), österreichische Ökonomin ungarischer Herkunft
- Szécsi, Noémi (* 1976), ungarische Schriftstellerin
- Szécsi, Norbert, ungarischer Pokerspieler
- Szécsi, Zoltán (* 1977), ungarischer Wasserballer

#### Szed
- Szedlacsek, Ferenc (1898–1973), tschechoslowakischer Fußballspieler und -trainer ungarischer Abstammung

#### Szee
- Szeemann, Harald (1933–2005), Schweizer Kurator, Leiter der Berner Kunsthalle (1961–1969), Kurator der Documenta 5 und der Biennalen Venedig (1999–2001)Harald Szeemann (1933–2005)

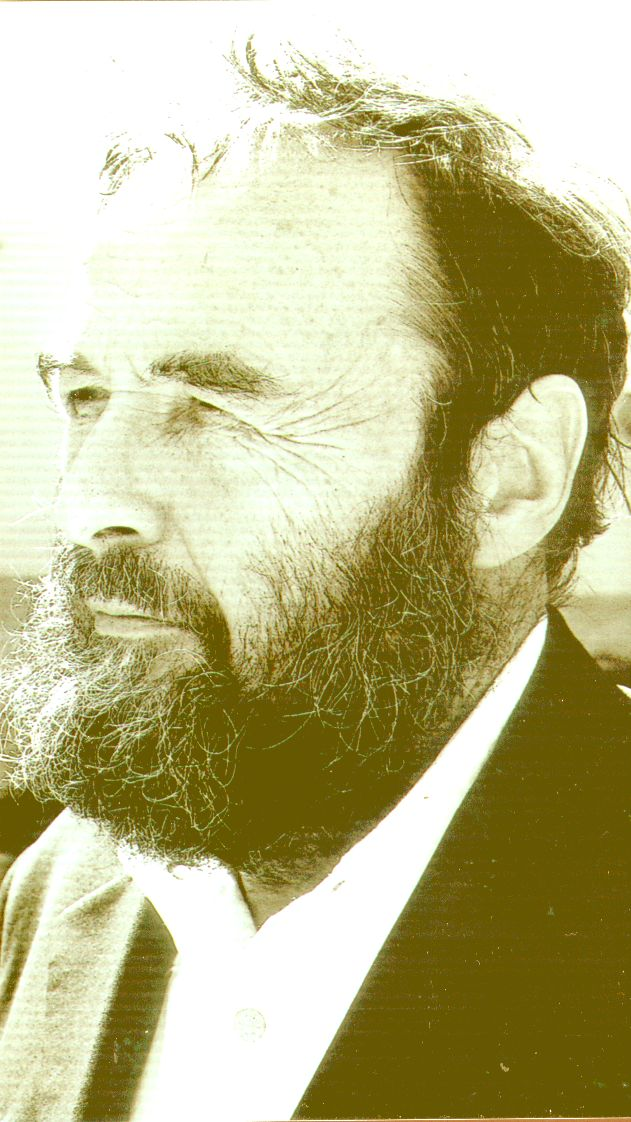
Harald Szeemann (1933–2005)

#### Szef
- Szeftel, Jérémie (* 1977), französischer Mathematiker

#### Szeg
- Szegedi, Csanád (* 1982), ungarischer Politiker, MdEP
- Szegedy, Balázs, ungarischer Mathematiker
- Szegedy, Mario (* 1960), US-amerikanischer Informatiker
- Szeghalmi, Bálint (* 1980), ungarischer Radrennfahrer
- Szeghy, Iris (* 1956), slowakisch-schweizerische Komponistin
- Szegletes, Szabolcs (* 1978), ungarischer Fußballspieler und -trainer
- Szegő, Gábor (1895–1985), ungarischer Mathematiker
- Szegö, Giorgio (1934–2020), italienischer Mathematiker und Wirtschaftswissenschaftler
- Szegö, Johann (* 1936), österreichischer Fremdenführer, Dolmetscher und Sachbuchautor

#### Szeh
- Szehinskyj, Theodor (1924–2014), polnisches Mitglied eines SS-Totenkopf-Bataillons

#### Szei
- Szeiklies-Weber, Ingrid (* 1932), deutsche Kunsthistorikerin mit dem Spezialgebiet nachantike Medaillen und Gemmen
- Szeiler, Josef (* 1948), österreichischer Theaterregisseur
- Szeimies, Friedel (* 1950), deutscher Fußballspieler
- Szeitl, Szilvia (* 1987), ungarische Fußballspielerin

#### Szej
- Szejnert, Małgorzata (* 1936), polnische Journalistin und Feuilletonistin
- Szejnfeld, Adam (* 1958), polnischer Politiker, Mitglied des Sejm, MdEP
- Szejstecki, Manfred (1931–2016), deutscher Bergmann, Bergingenieur, Zeichner, Grafiker, Maler, Objekt- und Videokünstler

#### Szek
- Székács, József (1809–1876), evangelischer Theologe, Publizist und Bischof
- Székely, Aladár (1870–1940), ungarischer Fotograf
- Székely, Alberto (* 1946), mexikanischer Jurist, Professor für Völkerrecht
- Székely, Alexander (1797–1854), ungarisch-siebenbürgischer Poet und unitarischer Theologe
- Székely, András (1910–1943), ungarischer Schwimmer
- Székely, András (1929–2024), ungarischer Musikwissenschaftler
- Székely, André (1877–1945), ungarisch-französischer Maler
- Szekely, Angelika (1891–1979), österreichische Physikerin
- Székely, Béla (1892–1955), ungarisch-argentinischer Psychologe
- Székely, Bertalan (1835–1910), ungarischer Kunstmaler der Romantik
- Székely, Bulcsú (* 1976), ungarischer Wasserballspieler
- Székely, Csaba (* 1951), österreichischer Eisenbahnmanager und Verkehrswirtschafter
- Székely, Edith (1909–2012), deutsch-jüdische Psychoanalytikerin
- Székely, Endre (1912–1989), ungarischer Komponist
- Székely, Eugen (1894–1962), österreichischer, später israelischer Architekt
- Székely, Éva (1927–2020), ungarische Schwimmerin und Schwimmtrainerin
- Székely, Ferenc (1842–1921), ungarischer Politiker, Jurist und Justizminister
- Székely, Gábor J. (* 1947), ungarischer Mathematiker
- Székely, György (* 1995), ungarischer Fußballtorhüter
- Székely, János (1901–1958), ungarisch-deutsch-amerikanischer Schriftsteller und Drehbuchautor
- Székely, János (* 1964), ungarischer römisch-katholischer Geistlicher und Bischof von Szombathely
- Székely, János (* 1983), rumänischer Fußballspieler
- Székely, Josef (1838–1901), österreichisch-ungarischer Fotograf und Chemiker
- Székely, József (1825–1895), ungarischer Schriftsteller, Dichter, Journalist und Archivar
- Székely, Júlia (1906–1986), ungarische Musikerin und Schriftstellerin
- Székely, Kati (* 1941), deutsche Schauspielerin
- Székely, László (1877–1934), ungarischer Architekt
- Székely, László (1910–1969), ungarischer Fußballspieler und -trainer
- Székely, Márton (* 1990), ungarischer Handballspieler
- Székely, Michael von (1703–1772), königlicher preußischer Generalmajor und Chef eines Husaren-Regiments
- Székely, Mihály (1901–1963), ungarischer Opernsänger (Bass)
- Székely, Moses († 1603), unitarischer Fürst in Siebenbürgen
- Székely, Moses der Jüngere (1603–1658), möglicher Thronanwärter in Siebenbürgen
- Székely, Péter (1955–2003), ungarischer Schachspieler
- Székely, Pierre (1923–2001), ungarisch-französischer Bildhauer
- Szekely, Violeta (* 1965), rumänische Leichtathletin
- Székely, Wilhelm (1897–1966), ungarisch-amerikanischer Produktionsleiter und Filmproduzent
- Székely, Zoltán (1903–2001), ungarischer Violinist und Komponist
- Székely, Zoltán (* 1952), ungarischer Fechter
- Székely-Lulofs, Madelon (1899–1958), niederländische Schriftstellerin und Journalistin
- Székely-Marvalics, Györgyi (1924–2002), ungarische Florettfechterin
- Székelyhidi, Gábor (* 1981), ungarischer Mathematiker
- Székelyhidi, László (* 1977), ungarischer Mathematiker
- Szekér, Gyula (1925–2015), ungarischer kommunistischer Politiker
- Szekerczés, Luca (* 1994), ungarische Handballspielerin
- Szekeres, Béla (* 1933), ungarischer Radrennfahrer
- Szekeres, Csaba (* 1977), ungarischer Radrennfahrer
- Szekeres, Esther (1910–2005), australische Mathematikerin
- Szekeres, George (1911–2005), ungarisch-australischer Mathematiker
- Szekeres, Imre (* 1950), ungarischer Politiker
- Szekeres, Pál (* 1964), ungarischer Florettfechter und Politiker
- Szekeres, Thomas (* 1962), österreichischer Humangenetiker, Facharzt für Klinische Chemie und Labordiagnostik und Wissenschaftler
- Székessy, Karin (* 1938), deutsche FotografinKarin Székessy (* 1938)

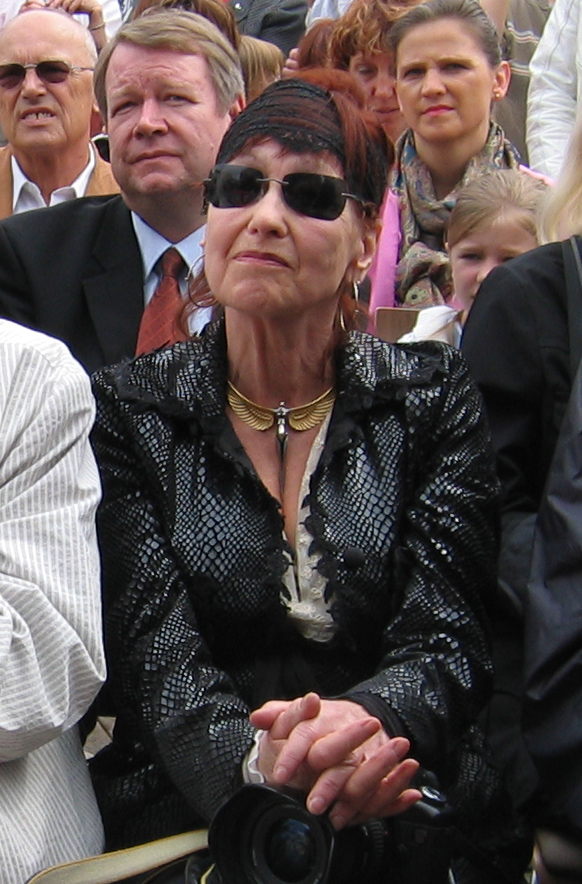
Karin Székessy (* 1938)

- Székessy, Zoltan (1899–1968), ungarisch-deutscher Bildhauer und Hochschullehrer
- Székhelyi, József (1946–2018), ungarischer Schauspieler, Synchronsprecher und Autor
- Székler, Johann (1902–1997), rumänischer Intendant des Deutschen Staatstheaters Timișoara und Repräsentant der rumäniendeutschen Minderheit in Rumänien
- Szekrényessy, Attila (1913–1995), ungarischer Eiskunstläufer
- Szekrényessy, Piroska (1916–1990), ungarische Eiskunstläuferin
- Szeksztajn, Gela (1907–1943), polnische Malerin und Grafikerin jüdischer Herkunft, Opfer des Holocaust

#### Szel
- Szél, Bernadett (* 1977), ungarische Ökonomin und Politikerin
- Szelburg-Zarembina, Ewa (1899–1986), polnische Schriftstellerin
- Szelc, Jagoda (* 1984), polnische Regisseurin und Drehbuchautorin
- Szele, Tibor (1918–1955), ungarischer Mathematiker und Hochschullehrer
- Szelei, István (* 1960), ungarischer Florettfechter
- Szelényi, István (1904–1972), ungarischer Pianist und Komponist
- Szelényi, Iván (* 1938), ungarischer Soziologe und Hochschullehrer
- Szelepcsényi, Georg (1595–1685), katholischer Priester und Erzbischof von Gran
- Szelepcsényi, Róbert (* 1966), slowakischer Informatiker
- Széles, Anna (* 1942), ungarische Theater- und Filmschauspielerin
- Szeles, Bálint (* 1998), ungarischer Hürdenläufer
- Szélesi, Zoltán (* 1981), ungarischer Fußballspieler
- Szeli, István (1921–2012), jugoslawischer Literaturwissenschaftler
- Szelig, Alexander (* 1966), deutscher Bobfahrer
- Szélig, Viktor (* 1975), ungarischer Eishockeyspieler
- Szeliga, Roman (* 1962), österreichischer Autor, Keynote Speaker und Humorexperte
- Szeliga-Mierzeyewski, Wolfgang von (* 1926), estnischer Heimatforscher
- Szeligowski, Tadeusz (1896–1963), polnischer Komponist
- Szelinski, Arnold (1891–1943), deutscher Offizier
- Szelinski, Johannes (1911–2003), deutscher Journalist sowie Dialogautor und Dialogregisseur in der Film-Synchronisation
- Szeliński, Wiktor (1921–1984), polnischer Teilnehmer am Warschauer Aufstand
- Szelinski-Singer, Katharina (1918–2010), deutsche Bildhauerin
- Szell, George (1897–1970), österreichisch-amerikanischer DirigentGeorge Szell (1897–1970)

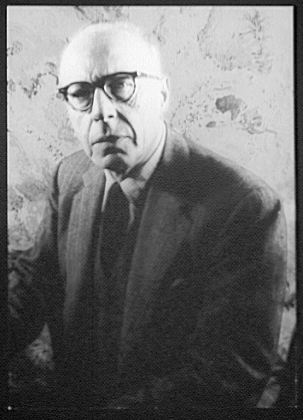
George Szell (1897–1970)

- Széll, György (* 1941), ungarisch-deutscher Soziologe
- Széll, József (1880–1956), ungarischer Politiker, Obergespan und Innenminister
- Széll, Kálmán (1843–1915), österreich-ungarischer Politiker
- Szell, Susanne (* 1965), deutsche Schauspielerin
- Szellő, Imre (* 1983), ungarischer Boxer
- Szeluto, Apolinary (1884–1966), polnischer Komponist

#### Szem
- Szembek, Christoph Andreas Johann (1680–1740), Bischof von Ermland
- Szembek, Krzysztof Hilary (1722–1797), polnischer Schriftsteller, Jesuit und Politiker
- Szembek, Michał (1650–1726), Weihbischof in Krakau
- Szembek, Peter von (1845–1896), polnisch-deutscher Rittergutsbesitzer und Politiker, MdR
- Szembek, Włodzimierz (1883–1942), polnischer Salesianer Don Boscos und Opfer des Nationalsozialismus
- Szemcsák, Éva (* 1975), ungarische Biathletin
- Szemenyey-Nagy, Tibor (* 1953), ungarischer Bildhauer
- Szemere, Bertalan (1812–1869), ungarischer Schriftsteller und Politiker
- Szemere, László (1906–1963), ungarischer Opernsänger der Stimmlage Tenor
- Szemerédi, Endre (* 1940), ungarischer Mathematiker
- Szemerényi, Oswald (1913–1996), ungarischer Etymologe mit Spezialgebiet Indogermanistik
- Szemerey, Zsófi (* 1994), ungarische Handballspielerin
- Szemik, Kinga (* 1997), polnische Fußballtorhüterin
- Szemler, George John (1928–2003), US-amerikanischer Althistoriker ungarischer Herkunft
- Szemplińska, Alicja (* 2002), polnische Popsängerin

#### Szen
- Szén, József (1805–1857), ungarischer Schachmeister
- Szenajch, Karol (1907–2001), polnischer Eishockeyspieler
- Szende, Andor (1886–1972), ungarischer Eiskunstläufer
- Szende, Béla (1823–1882), ungarischer Politiker, Offizier und Landesverteidigungsminister
- Szende, Stefan (1901–1985), ungarisch-schwedischer Politologe, sozialistischer Politiker
- Szendeffy, István (1899–1985), ungarischer Ruderer
- Szenderffy, Dániel (* 1999), ungarischer Dreispringer
- Szendey, Antal (1915–1994), ungarischer Ruderer
- Szendey, Béla (1902–1966), ungarischer Ruderer
- Szendey, Marina (* 1971), ungarische Bogenschützin
- Szendi, József (1921–2017), ungarischer Geistlicher und Theologe, römisch-katholischer Erzbischof von Veszprém
- Szendrei, Alfred (1884–1976), US-amerikanischer Musikwissenschaftler, Organist, Dirigent und Komponist österreichisch-ungarischer Herkunft
- Szendrey, Júlia (1828–1868), ungarische Dichterin
- Szendrey-Karper, László (1932–1991), ungarischer Gitarrist und Gitarrenpädagoge
- Szendrödi, Julia (* 1978), österreichische Endokrinologin und Hochschullehrerin
- Szendy, Árpád (1863–1922), ungarischer Komponist
- Szenes, Árpád (1897–1985), ungarisch-französischer Maler
- Szenes, Hannah (1921–1944), ungarische WiderstandskämpferinHannah Szenes (1921–1944)

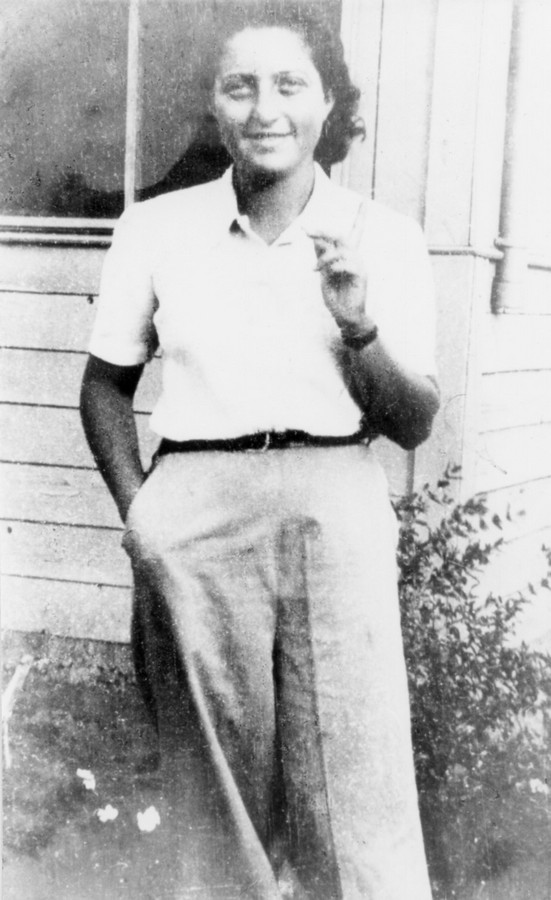
Hannah Szenes (1921–1944)

- Szenes, Károly (* 1908), ungarischer Radrennfahrer
- Szenessy, Mario (1930–1976), ungarisch-deutscher Schriftsteller und Literaturkritiker
- Szenfeld, Bea (* 1972), polnisch-schwedische Modedesignerin und Künstlerin
- Szenk, Nia (* 2004), deutsche Fußballspielerin
- Szenkar, Claudio (1940–2002), deutscher Jazzmusiker, Songwriter, Arrangeur und Musikproduzent
- Szenkár, Dezső (1894–1962), ungarischer Komponist und Kapellmeister
- Szenkar, Eugen (1891–1977), ungarischer Dirigent
- Szenkár, Nándor (1858–1927), ungarischer Komponist und Kapellmeister
- Szenkuröck, Friedrich (1911–1961), österreichischer Politiker (SPÖ), Landtagspräsident im Burgenland
- Szennay, András (1921–2012), ungarischer Ordensgeistlicher, Erzabt von Pannonhalma
- Szent-Györgyi, Albert (1893–1986), ungarischer BiochemikerAlbert Szent-Györgyi (1893–1986)

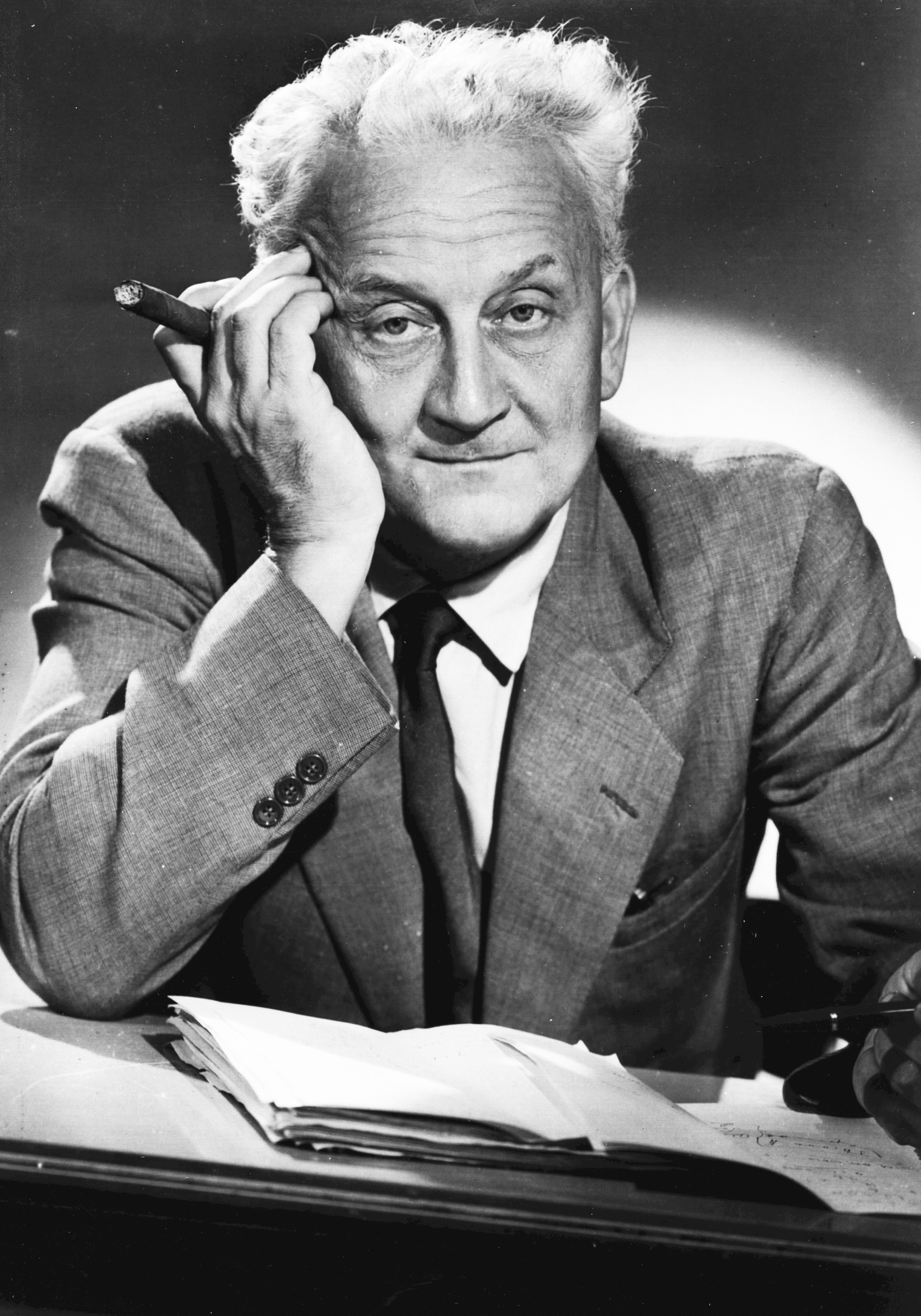
Albert Szent-Györgyi (1893–1986)

- Szent-Ivanyi, Anna von (1797–1889), pfälzische Adelige und Weingutsbesitzerin
- Szent-Kereszti, Sigmund von (1745–1823), k. k. General der Kavallerie und Ritter des Maria Theresia-Ordens
- Szentágothai, János (1912–1994), ungarischer Anatom, Neurobiologe, Hochschullehrer, Politiker und Präsident der Ungarischen Akademie der Wissenschaften
- Szente, András (1939–2012), ungarischer Kanute
- Szentei-Heise, Michael (* 1954), ungarisch-deutscher Jurist, Verwaltungsdirektor der Jüdischen Gemeinde in Düsseldorf
- Szentgáli, Lajos (1932–2005), ungarischer Leichtathlet
- Szentgróthy, László (* 1891), ungarischer Schwimmer
- Szentgyörgyi, Dezső (1915–1971), ungarischer Pilot und Offizier
- Szentgyörgyi, Katalin (* 1979), ungarische Langstreckenläuferin
- Szentgyörgyi, Zita (* 2006), ungarische Sprinterin
- Szentirmai, Ferenc (* 1983), ukrainischer Springreiter
- Szentirmay, Elemér (1836–1908), ungarischer Komponist
- Szentiványi, Károly (1802–1877), ungarischer Politiker, Obergespan und Präsident des Abgeordnetenhauses
- Szentiványi, Martin (1633–1705), ungarisch-slowakischer Jesuit, Hochschullehrer, Enzyklopädist und Kontroverstheologe
- Szentkuthy, Miklós (1908–1988), ungarischer Schriftsteller
- Szentpáli Gavallér, István (* 1947), deutsch-ungarischer Geiger
- Szentpéteri, Csilla (* 1965), ungarische Pianistin und Komponistin
- Szentpétery, Ádám (* 1956), slowakisch-ungarischer Künstler

#### Szep
- Szép Kis, Krisztián (* 1972), ungarischer Handballspieler
- Szép, Balázs (* 1999), ungarischer Pentathlet
- Szép, Ernő (1884–1953), ungarischer Dichter, Schriftsteller und Journalist
- Szep, Irene (* 1953), österreichische Politikerin (SPÖ), Abgeordnete zum Nationalrat
- Szepan, Fritz (1907–1974), deutscher Fußballspieler
- Szepanski, Achim (1957–2024), deutscher Labelbetreiber und Schriftsteller
- Szepanski, Dag (* 1943), schwedischer Fußballspieler
- Szepanski, Gerd (1947–2012), deutscher Sportreporter
- Szepanski, Ralph (* 1967), deutscher Nachrichtensprecher und Fernsehredakteur
- Szepanski, Ronald (* 1966), deutscher Fußballspieler
- Szepansky, Gerda (1925–2004), deutsche Journalistin und Autorin
- Szepansky, Wolfgang (1910–2008), deutscher Schriftsteller und Widerstandskämpfer
- Szepel, Wojciech (* 1970), polnischer Kameramann
- Szepes, Béla (1903–1986), ungarischer Leichtathlet
- Szepes, Gyula (1899–1985), ungarischer Skisportler
- Szepes, Mária (1908–2007), ungarische Autorin
- Szepesi, Ádám (* 1945), ungarischer Hochspringer
- Szepesi, Eva (* 1932), ungarische Holocaust-Überlebende
- Szepesi, György (1922–2018), ungarischer Sportkommentator und XXII. Präsident des ungarischen Fußballverbandes
- Szepesi, Joseph (* 1946), deutscher Degenfechter
- Szepesi, Kálmán (1930–1992), ungarischer Tischtennisspieler
- Széplak und Enyiczke, Jakob Meskó von (* 1713), ungarischer Freiherr und Grundherr
- Szeps, Henri (* 1943), australischer Schauspieler
- Szeps, Julius (1867–1924), österreichischer Journalist und Zeitungsverleger
- Szeps, Moritz (1835–1902), österreichischer Journalist und ZeitungsverlegerMoritz Szeps (1835–1902)

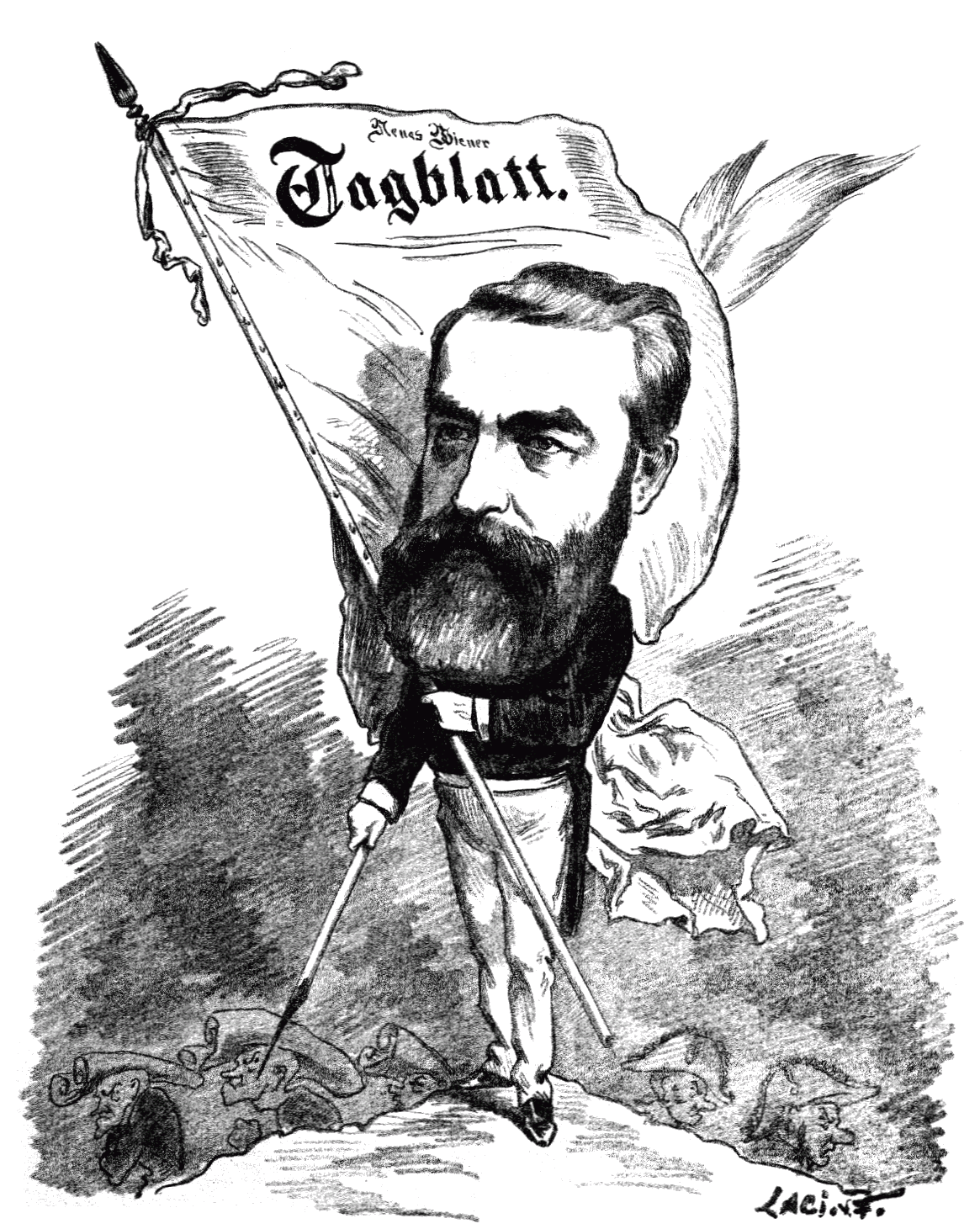
Moritz Szeps (1835–1902)

- Szeptycki, Stanisław (1867–1950), polnischer General

#### Szer
- Szerb, Antal (1901–1945), ungarischer Literaturwissenschaftler und SchriftstellerAntal Szerb (1901–1945)

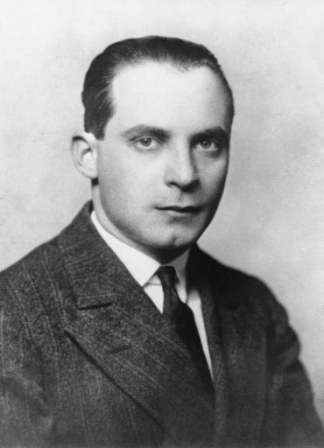
Antal Szerb (1901–1945)

- Szerbakow, Feodor (1911–2009), deutscher Maler
- Szerdahely, Friedrich von (1782–1846), preußischer Generalmajor
- Szerdahelyi, István (1924–1987), ungarischer Slawist, Lexikograf, Interlinguist, Esperantist und Esperantologe
- Szeremeta, Julia (* 2003), polnische Boxerin
- Szeremeta, Kamil (* 1989), polnischer Boxer
- Szeremeta, Ryszard (* 1952), polnischer Komponist, Dirigent und Jazzsänger
- Szerencsi, Niklas (* 2000), österreichischer Fußballspieler
- Szerkus, Oliver (* 2003), deutscher Synchronsprecher
- Szermentowski, Józef (1833–1876), polnischer Landschaftsmaler
- Szerner, Władysław (1836–1915), polnischer, in München tätiger Genre- und Pferdemaler
- Szerszyński, Marek (* 1960), polnischer Radrennfahrer
- Szeruda, Jan (1889–1962), polnischer lutherischer Theologe und Bischof der Evangelisch-Augsburgischen Kirche in Polen
- Szervánszky, Endre (1911–1977), ungarischer Komponist
- Szeryng, Henryk (1918–1988), polnisch-mexikanischer Geiger

#### Szes
- Szesni, Guido (* 1959), deutscher Fußballspieler

#### Szet
- Szetela, Danny (* 1987), US-amerikanischer Fußballspieler
- Szetey, Gábor (* 1968), ungarischer Politiker und Manager
- Szeto, Raymond (* 1991), kanadischer Volleyballspieler

#### Szew
- Szewc, Piotr (* 1961), polnischer Lyriker, Prosaschriftsteller, Essayist und Literaturkritiker
- Szewczenko, Tanja (* 1977), deutsche EiskunstläuferinTanja Szewczenko (* 1977)

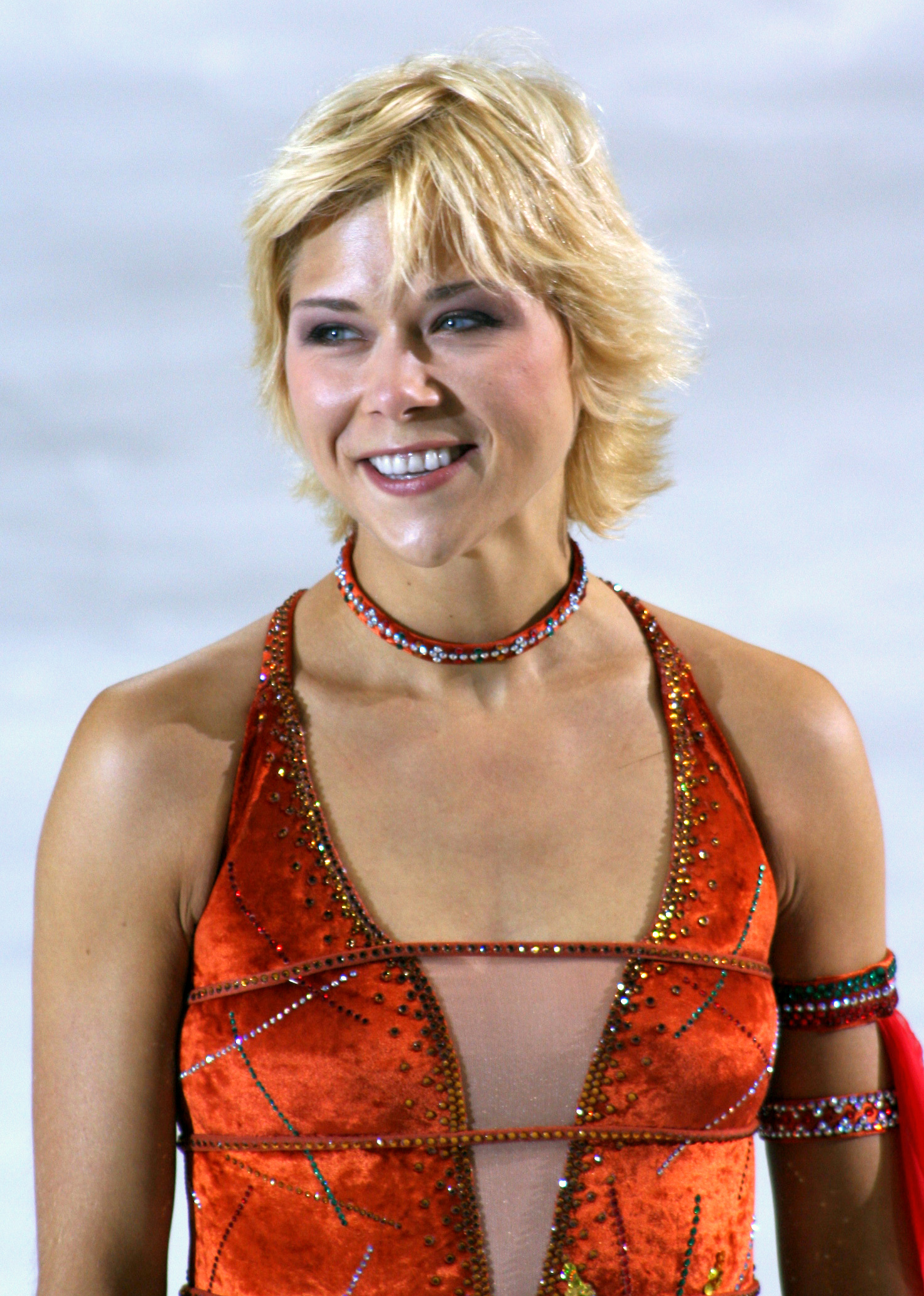
Tanja Szewczenko (* 1977)

- Szewczuk, Mirko (1919–1957), österreichischer Karikaturist
- Szewczyk, Andrzej (1950–2001), polnischer Maler und Bildhauer
- Szewczyk, Hans (1923–1994), deutscher forensischer Psychiater
- Szewczyk, Maciej (* 1994), deutsch-polnischer Fußballspieler
- Szewczyk, Małgorzata Łucja (1828–1905), polnische römisch-katholische Ordensfrau und Ordensgründerin, Selige
- Szewczyk, Robert (* 1980), polnischer Politiker (PO), Stadtpräsident von Gliwice
- Szewczyk, Roman (* 1965), polnischer Fußballspieler
- Szewczyk, Szymon (* 1982), polnischer Basketballspieler
- Szewczyk, Thomas (* 1992), deutsch-polnischer Basketballspieler
- Szewczyk, Wojciech (* 1994), polnischer Poolbillardspieler
- Szewczyk, Zbigniew (* 1967), polnischer Fußballspieler und -trainer
- Szewieczková, Tereza (* 1998), tschechische Fußballspielerin
- Szewierski, Günter (1923–2005), deutscher Fußballspieler
- Szewińska, Irena (1946–2018), polnische Leichtathletin und Olympiasiegerin

#### Szez
- Szez, Maryna (* 1973), belarussische Tennisspielerin

### Szi
- Szibor, Reinhard (* 1945), deutscher Genetiker und Hochschullehrer
- Sziborra-Seidlitz, Susan (* 1977), deutsche Politikerin (Bündnis 90/Die Grünen)Susan Sziborra-Seidlitz (* 1977)

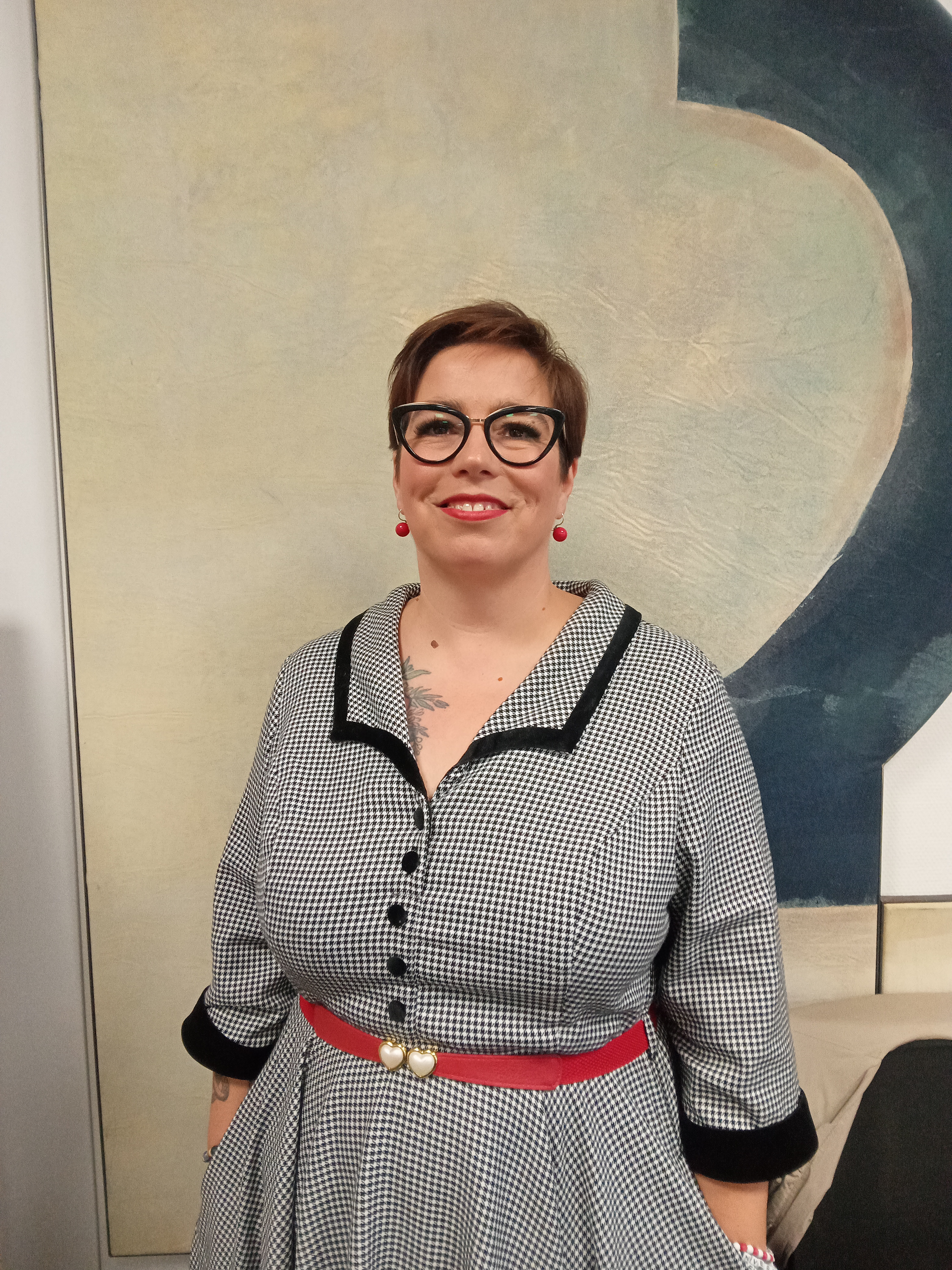
Susan Sziborra-Seidlitz (* 1977)

- Sziborskyj, Mykola (1897–1941), ukrainischer nationalistischer Aktivist
- Szichman, Mario (1945–2018), argentinischer Schriftsteller
- Szidat, Joachim (* 1938), deutscher Althistoriker
- Szidon, Roberto (1941–2011), brasilianischer Pianist
- Sziedat, Franziska (* 2000), deutsche Tennisspielerin
- Sziedat, Matthias (* 1986), deutscher Hörfunkmoderator und Redakteur
- Sziedat, Michael (* 1952), deutscher Fußballspieler
- Sziegoleit, Winfried (1939–2021), deutscher Architekt
- Szifron, Damián (* 1975), argentinischer Film- und Fernsehregisseur sowie Drehbuchautor
- Szigat, Andreas (* 1971), deutscher Schwimmer
- Szigeti, Csaba, ungarischer Sänger, Pianist und Komponist
- Szigeti, Joseph (1892–1973), US-amerikanischer Violinist
- Szigligeti, Ede (1814–1878), ungarischer Dramatiker, Schauspieler, Regisseur, Übersetzer
- Szigritz, Géza (1907–1949), ungarischer Schwimmer
- Szihn, Samuel (* 2000), österreichischer Leichtathlet
- Szijártó, István (* 1965), ungarischer Historiker
- Szijj, Josef (1927–2010), deutsch-ungarischer Biologe und Hochschullehrer
- Szijjártó, István (1765–1833), slowenischer evangelischer Lehrer und Dichter in Ungarn
- Szijjártó, Péter (* 1978), ungarischer Politiker, Mitglied des Parlaments und AußenministerPéter Szijjártó (* 1978)

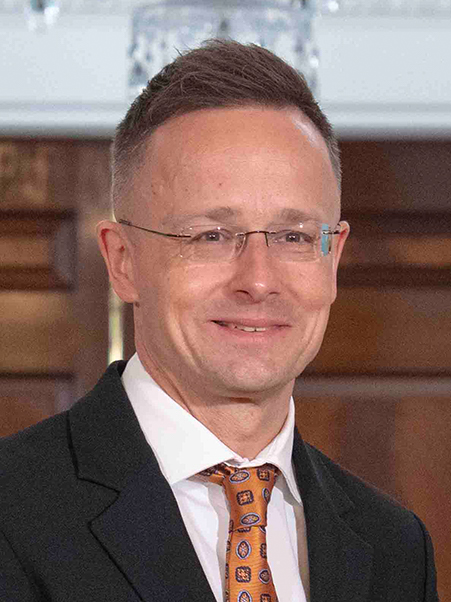
Péter Szijjártó (* 1978)

- Szikal, Sebastian (* 1986), deutscher Fußballspieler
- Sziklai, Ferenc (1914–1989), ungarischer Fußballtorhüter
- Sziklai, George Clifford (1909–1998), US-amerikanischer Elektronikingenieur
- Szikora, Melinda (* 1988), ungarische Handballspielerin
- Szikora, Pavol (1952–2021), tschechoslowakischer Geher
- Szikora, Tamás (1943–2012), ungarischer Maler, Grafiker, Papier-, Collage- und Objektkünstler des Neokonstuktivismus
- Szikra, Csaba (* 1979), ungarischer Badmintonspieler
- Szikszai, Róbert (* 1994), ungarischer Diskuswerfer
- Szilágyi, Ákos (* 1995), ungarischer Skispringer
- Szilágyi, Áron (* 1990), ungarischer Fechter
- Szilágyi, Ben (* 2006), österreichischer Handballspieler
- Szilágyi, Dezső (1840–1901), ungarischer Politiker, Jurist und Justizminister
- Szilágyi, Dorottya (* 1996), ungarische Wasserballspielerin
- Szilágyi, Elisabeth, ungarische AdeligeElisabeth Szilágyi

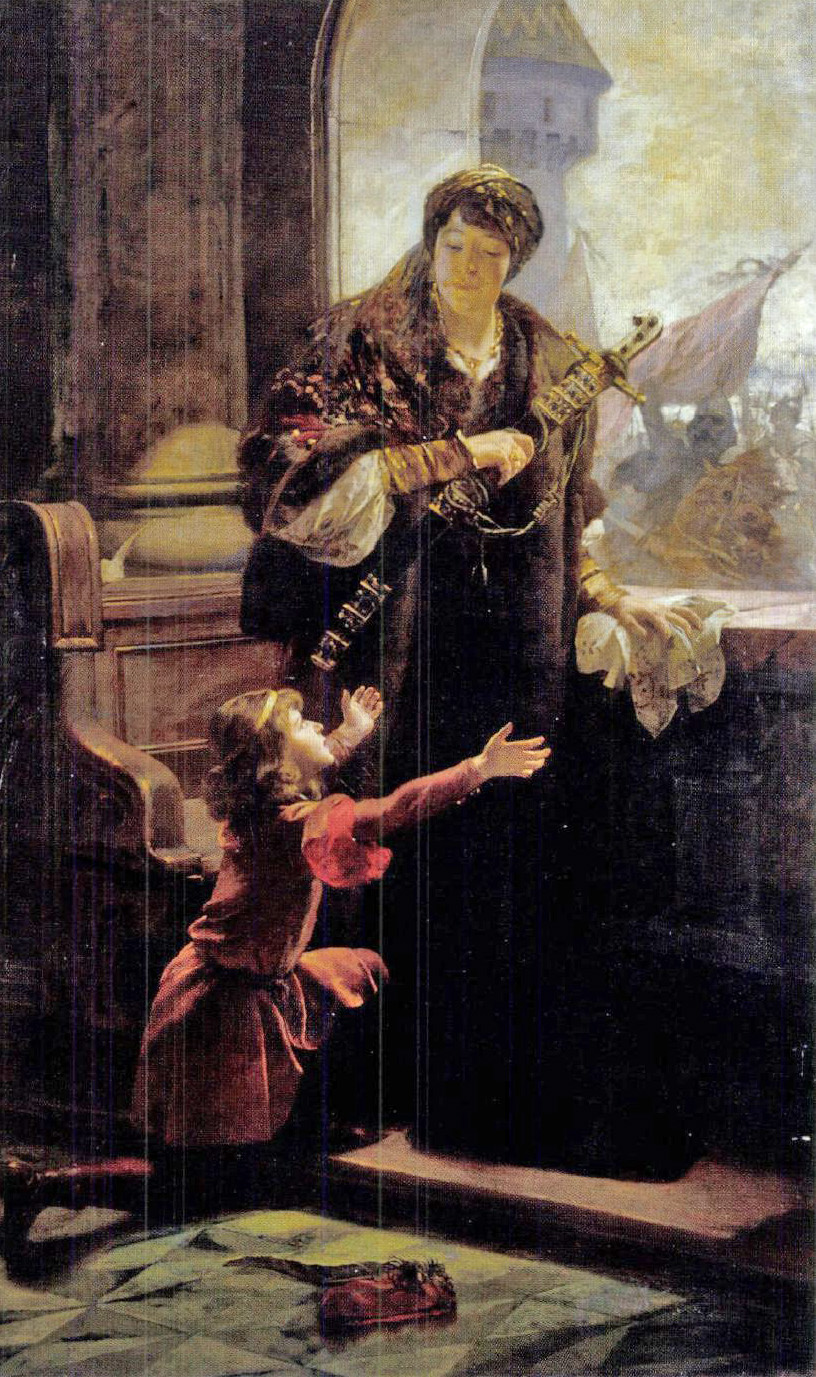
Elisabeth Szilágyi

- Szilágyi, Ilona († 1497), ungarische Adelige
- Szilágyi, István (1938–2024), ungarischer Autor
- Szilágyi, István (* 1950), ungarischer Handballspieler und -trainer
- Szilágyi, János (1907–1988), ungarischer Provinzialrömischer Archäologe
- Szilágyi, János György (1918–2016), ungarischer Klassischer Archäologe
- Szilágyi, Jenő (1910–1992), ungarischer Langstrecken- und Hindernisläufer
- Szilágyi, Károly (* 1943), rumänischer Opernsänger (Bariton)
- Szilágyi, Mihály († 1461), ungarischer Adliger
- Szilágyi, Réka (* 1996), ungarische Speerwerferin
- Szilágyi, Viktor (* 1978), österreichischer Handballspieler
- Szilárd, Leó (1898–1964), ungarisch-deutsch-amerikanischer Physiker und MolekularbiologeLeó Szilárd (1898–1964)

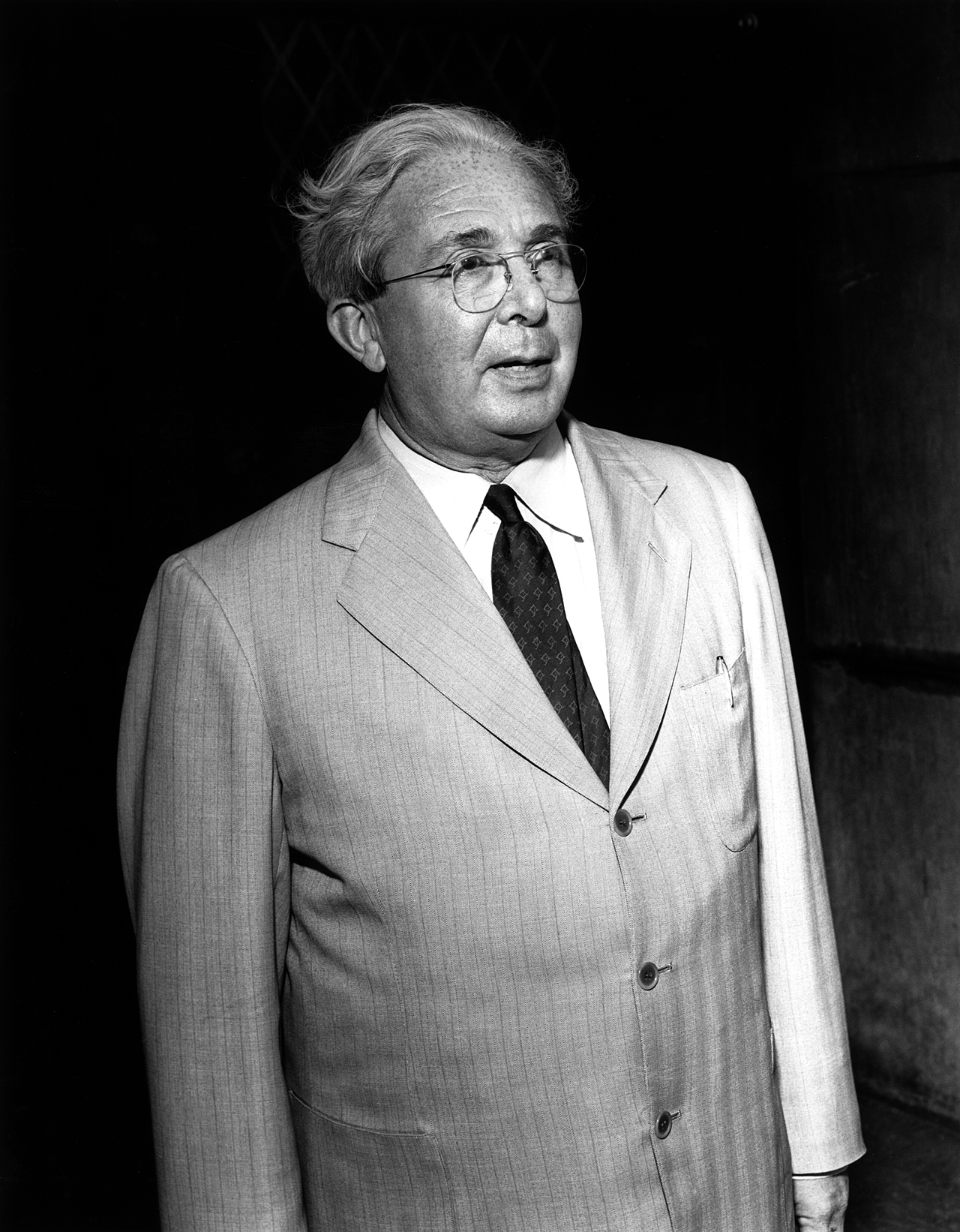
Leó Szilárd (1898–1964)

- Szilasi, Wilhelm (1889–1966), deutsch-ungarischer Philosoph und Phänomenologe
- Szilassy, Emőke (* 1961), ungarische Badmintonspielerin
- Szili, István (* 1982), ungarischer Boxer
- Szili, Katalin (* 1956), ungarische Juristin und Politikerin
- Szilier, Kurt (* 1957), rumänisch-deutscher Turner und Turntrainer
- Szillat, Antje (* 1966), deutsche Schriftstellerin
- Szillat, Heinz (1912–1999), deutscher Maler und Grafiker
- Szillat, Paul (1888–1958), deutscher Politiker (SPD), MdL
- Szilvásy, Miklós (1925–1969), ungarischer Ringer
- Szilvay, Réka (* 1972), finnische Violinistin
- Szily, Aurel von (1880–1945), ungarisch-deutscher Augenarzt
- Szily, Pál (1878–1945), ungarischer Chemiker und Arzt
- Szimayer, Alexander, deutscher Mathematiker und Ökonom sowie Hochschullehrer (Universität Hamburg)
- Szimayer, Sebastian (* 1990), deutscher Fußballspieler
- Szimits, Johann (1852–1910), Dichter
- Szinda, Gustav (1897–1988), deutscher Nachrichtendienstler, leitender Mitarbeiter der DDR-Staatssicherheit
- Szinyei Merse, Pál (1845–1920), ungarischer MalerPál Szinyei Merse (1845–1920)

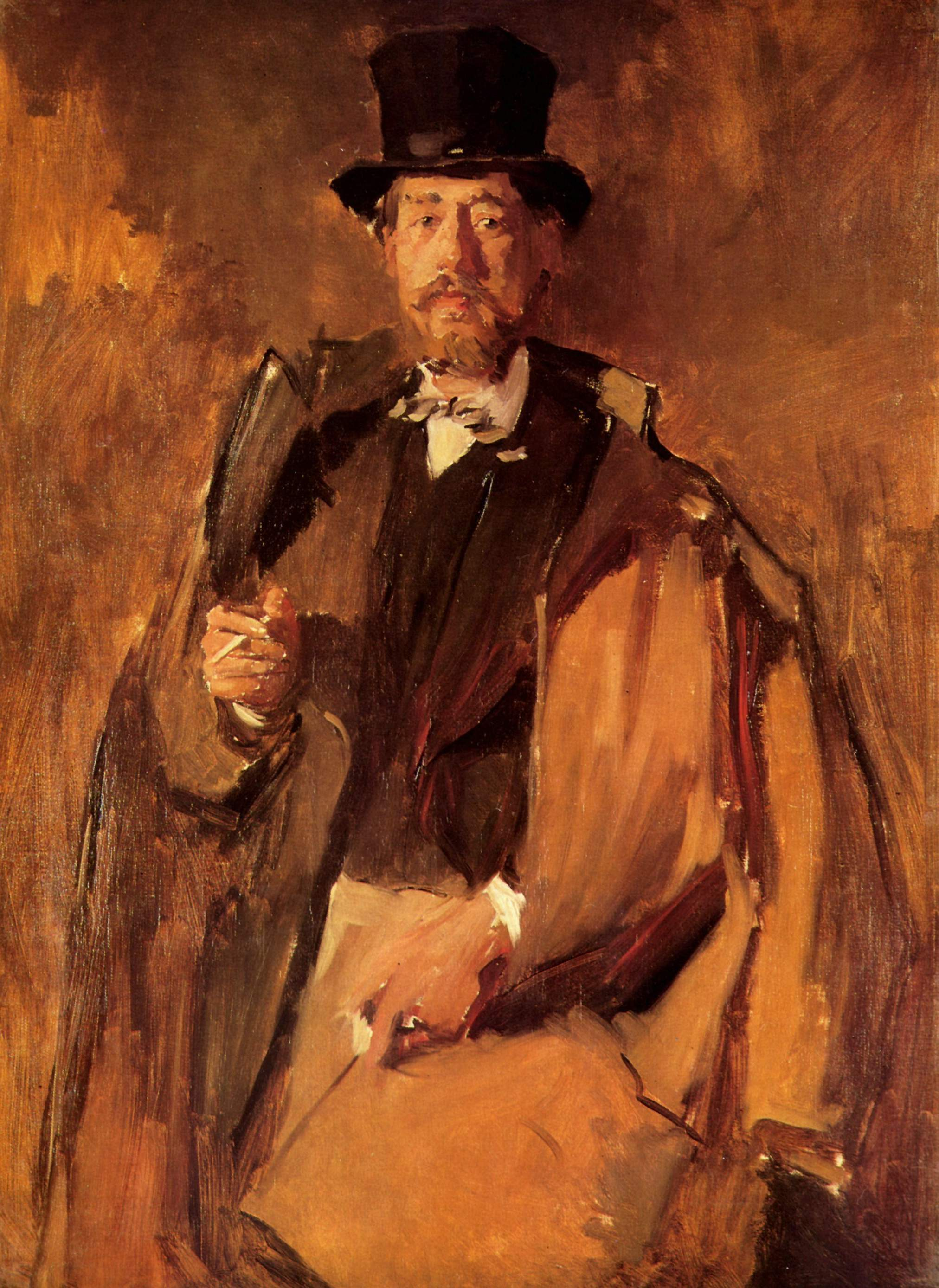
Pál Szinyei Merse (1845–1920)

- Szipál, Márton (1924–2016), ungarischer Fotograf und Fotoreporter
- Sziráki, Ákos (* 1969), ungarischer Bildhauer, Maler und Objektkünstler
- Szirányi, Bence (* 1988), ungarischer Eishockeyspieler
- Szirmai, Albert (1880–1967), ungarischer Operettenkomponist und Dirigent
- Szirmai, István (1906–1969), ungarischer kommunistischer Politiker, Mitglied des Parlaments
- Szirmai, János (1925–2014), ungarisch-niederländischer Buchbinder und Einbandforscher
- Szirmay, Márta (1939–2015), ungarische Jazz- und Opernsängerin
- Szirtes, Ádám (1925–1989), ungarischer Schauspieler
- Szirtes, George (* 1948), ungarisch-britischer Dichter, Schriftsteller und Übersetzer
- Szirucsek, Stefan (* 1969), österreichischer Kommunalpolitiker (ÖVP)
- Szisz, Ferenc (1873–1944), französisch-ungarischer RennfahrerFerenc Szisz (1873–1944)

Ferenc Szisz (1873–1944)

- Szita, Szabolcs (* 1945), ungarischer Historiker
- Szita, Zoltán (* 1998), ungarischer Handballspieler
- Szittya, Emil (1886–1964), ungarischer Vagabund, Schriftsteller, Journalist, Maler und Kunstkritiker
- Szittya, Imre (* 1956), ungarischer Basketballtrainer
- Szittya, Károly (1918–1983), ungarischer Wasserballer
- Szittya, Péter (* 1915), ungarischer Kanute
- Sziva, Balázs (* 1977), ungarischer Sänger
- Szivatz, Franz (1925–2003), österreichischer Szenenbildner und Architekt
- Szivatz, Peter (1940–1979), österreichischer Journalist und Schriftsteller
- Szivessy, Guido (1885–1948), österreichischer Physiker
- Szívós, István junior (1948–2019), ungarischer Wasserballspieler
- Szívós, István senior (1920–1992), ungarischer Wasserballspieler
- Szivós, Márton (* 1981), ungarischer Wasserballspieler

### Szj
- Szjerdene (* 1988), britische Sängerin

### Szk
- Szkalak, Kalman (* 1953), ungarischer Bodybuilder und Radrennfahrer
- Szkibik, Heinz (1920–2000), deutscher Rechtswissenschaftler
- Szklarski, Alfred (1912–1992), polnischer Schriftsteller
- Szkodoń, Jan (* 1946), polnischer Geistlicher, emeritierter römisch-katholischer Weihbischof in Krakau
- Szkody, Paula (* 1948), US-amerikanische Astronomin
- Szkolnik, Mickaël (* 1982), französischer Radrennfahrer
- Szkolny, Lilli (1906–1942), deutsch-jüdische Grafikerin, Illustratorin und Zeichnerin
- Szkopek, Paweł (* 1975), polnischer Motorradrennfahrer
- Szkredka, Slawomir (* 1974), polnisch-US-amerikanischer römisch-katholischer Geistlicher, Weihbischof in Los Angeles
- Szkudlapski, Théodore (1935–2006), französischer Fußballspieler
- Szkudlarczyk, Wojciech (* 1986), polnischer Badmintonspieler
- Szkudło, Marek (* 1952), polnischer römisch-katholischer Geistlicher, Weihbischof in Kattowitz
- Szkutta, Jakob (* 1999), österreichischer Basketballspieler

### Szl
- Szlachcic, Franciszek (1920–1990), polnischer Politiker und Brigadegeneral
- Szlachetka, Barbara (1956–2005), polnische Ultramarathonläuferin
- Szlachetka, Wiesław (* 1959), polnischer Geistlicher, römisch-katholischer Weihbischof in Danzig
- Szladits, Lorenz (* 2006), österreichischer Fußballspieler
- Szlaga, Jan (1940–2012), polnischer Geistlicher und Theologe, römisch-katholischer Bischof von Pelplin
- Szlagowska, Tola Klara (* 1992), polnische Sängerin der Girlgroup Blog 27
- Szlajfsztajn, Józef Janek (* 1941), polnischer Buchenwald-ÜberlebenderJózef Janek Szlajfsztajn (* 1941)

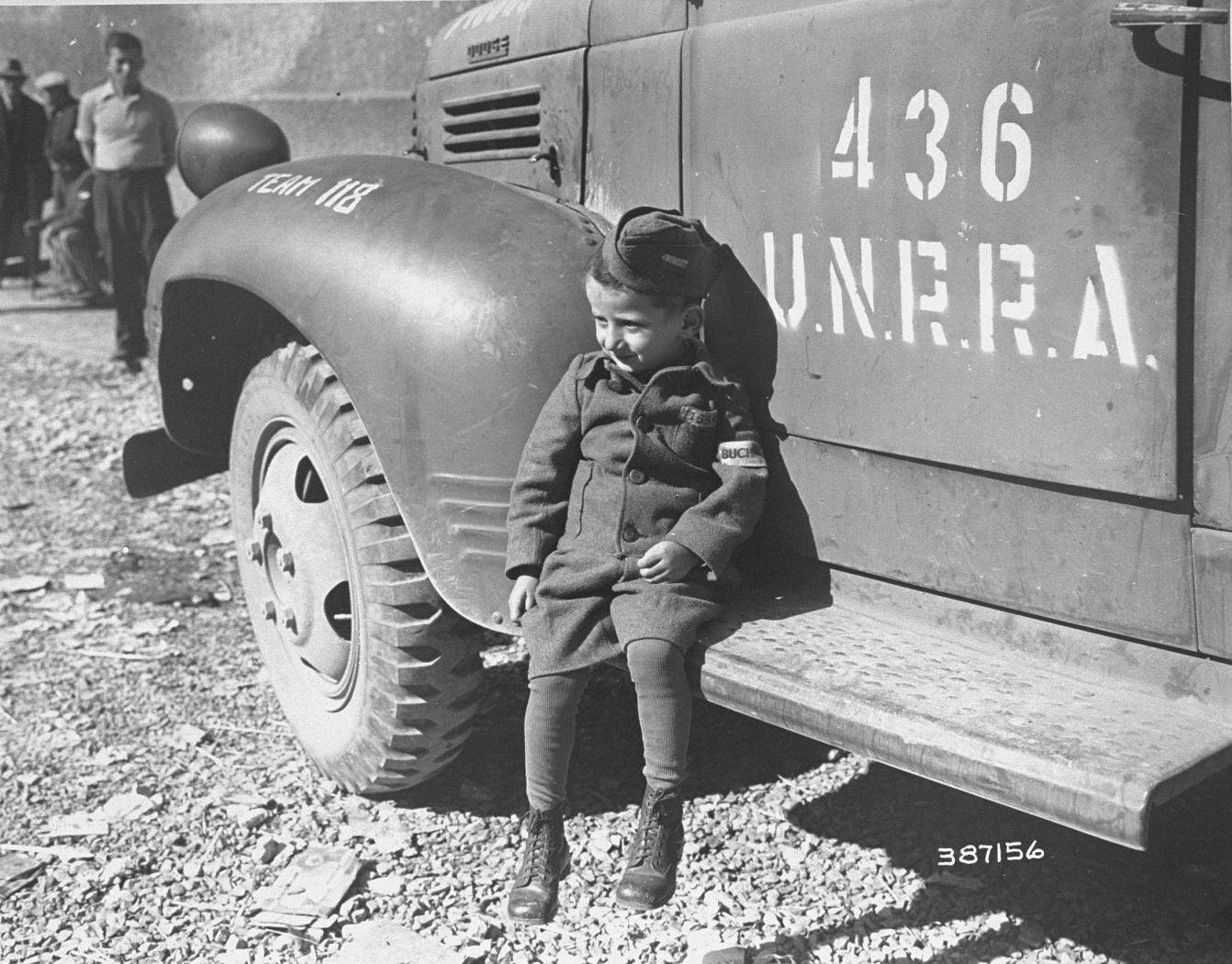
Józef Janek Szlajfsztajn (* 1941)

- Szlavikovics, Szabina (* 1995), ungarische Tennisspielerin
- Szlávy, József (1818–1900), österreichisch-ungarischer Politiker
- Szlemińska, Aniela (1892–1964), polnische Sängerin und Musikpädagogin
- Szlengel, Władysław (1912–1943), polnischer Dichter, Satiriker und Schauspieler
- Szlenkier, Karol Jan (1839–1900), polnischer Unternehmer
- Szleszyńska, Joanna (* 1978), polnische Badmintonspielerin
- Szlezak, David (* 1974), österreichischer Handballspieler
- Szlezák, Thomas A. (1940–2023), deutscher Klassischer Philologe
- Szlezinger, Boruch (1923–2015), französischer Holocaust-Überlebender
- Szlipcsevics, István, ungarischer Radrennfahrer
- Szlosarek, Artur (* 1968), polnischer Schriftsteller und Übersetzer

### Szm
- Szmaglewska, Seweryna (1916–1992), polnische Schriftstellerin
- Szmajdziński, Jerzy (1952–2010), polnischer Politiker, Mitglied des Sejm, Verteidigungsminister (2001–2005)
- Szmajzner, Stanisław (1927–1989), polnischer Holocaustüberlebender und Buchautor
- Szmal, Sławomir (* 1978), polnischer Handballspieler und -funktionär
- Szmalenberg, Hanna (* 1950), polnische Bildhauerin und Architektin
- Szmanda, Eric (* 1975), US-amerikanischer SchauspielerEric Szmanda (* 1975)

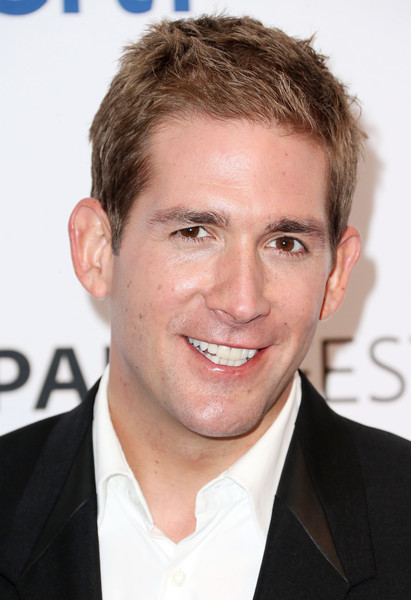
Eric Szmanda (* 1975)

- Szmidt, Edward (1931–2018), polnischer Sprinter
- Szmidt, Jadwiga (1889–1940), polnisch-russische Pionierin der Radioaktivitäts- und Elektrotechnikforschung
- Szmidt, Józef (1935–2024), polnischer Leichtathlet deutscher Abstammung
- Szmielew, Wanda (1918–1976), polnische mathematische Logikerin
- Szmigiel, Oliwia (* 2003), polnische Badmintonspielerin
- Szmolyan, Walter (1929–1995), österreichischer Musikpublizist und wissenschaftlicher Heimatforscher
- Szmrecsányi, György (1876–1932), ungarischer Politiker, Obergespan und Parlamentsabgeordneter
- Szmrecsányi, Lajos (1851–1943), ungarischer Geistlicher
- Szmrecsányi, Pál (1846–1908), ungarischer Geistlicher
- Szmuc, Eugene (1927–1976), US-amerikanischer Geologe und Paläontologe
- Szmula, Carl (1828–1890), deutscher Arzt
- Szmula, Julius (1829–1909), preußischer Militär, Gutsbesitzer und Politiker (Zentrumspartei), MdR
- Szmuszkowicz, Nechama (1895–1977), ukrainisch-französische Malerin und Grafikerin
- Szmyd, Sylwester (* 1978), polnischer Radrennfahrer
- Szmydki, Ryszard (* 1951), polnischer römisch-katholischer Ordensgeistlicher und Dogmatiker
- Szmyt, Kajetan (* 2002), polnischer Fußballspieler
- Szmytka, Elżbieta (* 1956), polnische Opernsängerin (Sopran)
- Szmytka, Jagoda (* 1982), polnische Komponistin

### Szn
- Sznaider, Natan (* 1954), israelischer Soziologe und Buchautor
- Sznaidmil, Adam (1903–1943), polnisches NS-Opfer
- Sznajder, Rafał (1972–2014), polnischer Fechter
- Sznajderman, Monika (* 1959), polnische Kulturanthropologin, Verlegerin und Autorin
- Sznaucner, Mirosław (* 1979), polnischer Fußballspieler
- Sznayde, Franz (1790–1850), polnischer Offizier
- Sznitko, Adam (* 1984), polnischer Radrennfahrer
- Sznitman, Alain-Sol (* 1955), französischer Mathematiker
- Sznurkowski, Theodor (1873–1951), Landtagsabgeordneter

### Szo
- Szobi, Balázs (1973–2010), ungarischer Truckrennfahrer
- Szobi, Margit (* 1951), ungarische Bogenschützin
- Szoboszlai, Dominik (* 2000), ungarischer FußballspielerDominik Szoboszlai (* 2000)

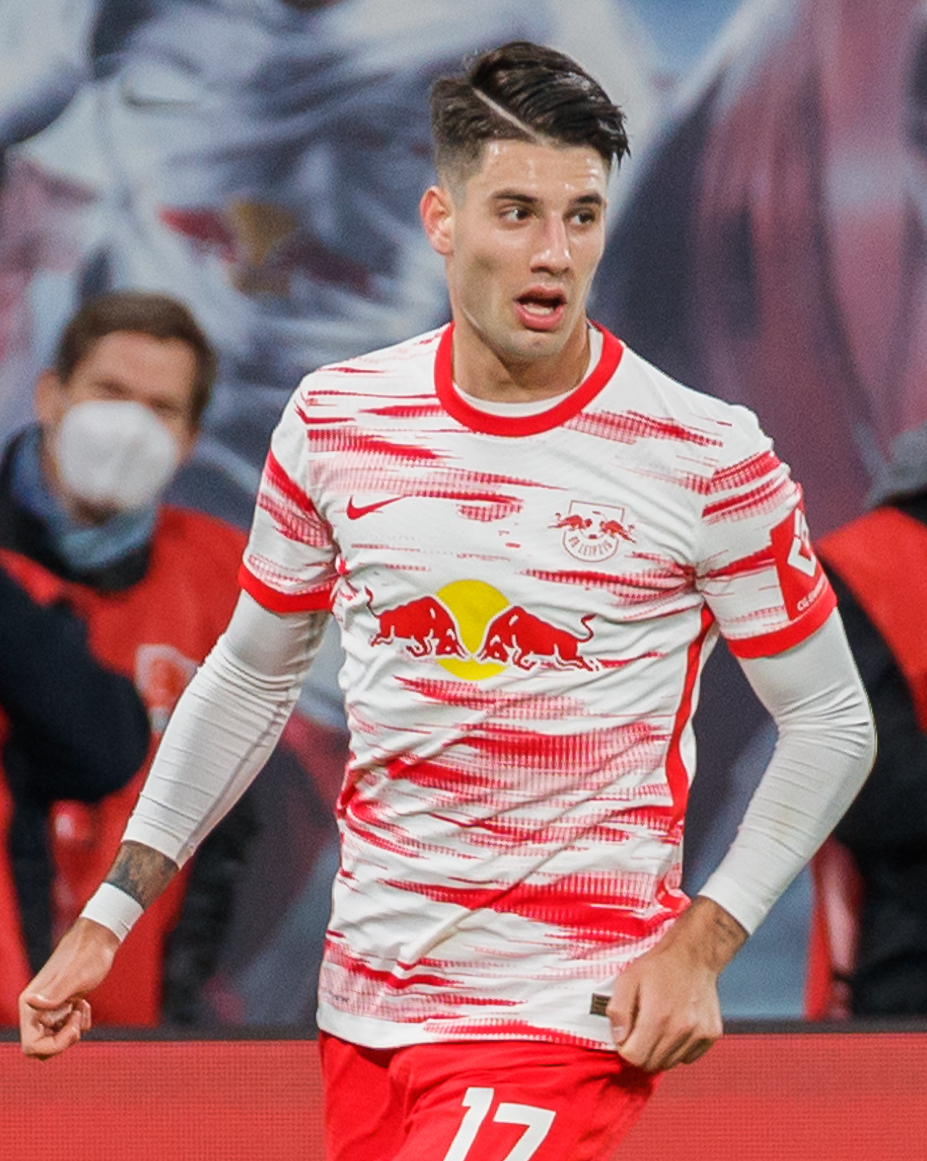
Dominik Szoboszlai (* 2000)

- Szőcs, Bernadette (* 1995), rumänische Tischtennisspielerin
- Szőcs, Emőke (* 1985), rumänische Biathletin
- Szőcs, Géza (1953–2020), ungarischer Schriftsteller und Politiker
- Szőcs, Hunor (* 1992), rumänischer Tischtennisspieler
- Szőcs, Szabolcs (* 1980), rumänischer Eishockeyspieler
- Szőcs, Zsuzsanna (* 1962), ungarische Fechterin
- Szocska, Ábel (* 1972), ukrainischer Ordensgeistlicher, Apostolischer Bischof der ungarisch griechisch-katholischen Eparchie Nyíregyháza
- Szodki, Ludwig Karol (1858–1935), russisch-sowjetischer Bildhauer
- Szögi, István (* 1995), ungarischer Leichtathlet
- Szögyény-Marich, Ladislaus von (1841–1916), österreichisch-ungarischer Diplomat
- Szőgyény-Marich, László (1806–1893), ungarischer Politiker, Hofbeamter, Landesrichter und Präsident des Magnatenhauses
- Szohr, Jessica (* 1985), US-amerikanische Schauspielerin mit ungarischen, afroamerikanischen, irischen und englischen WurzelnJessica Szohr (* 1985)

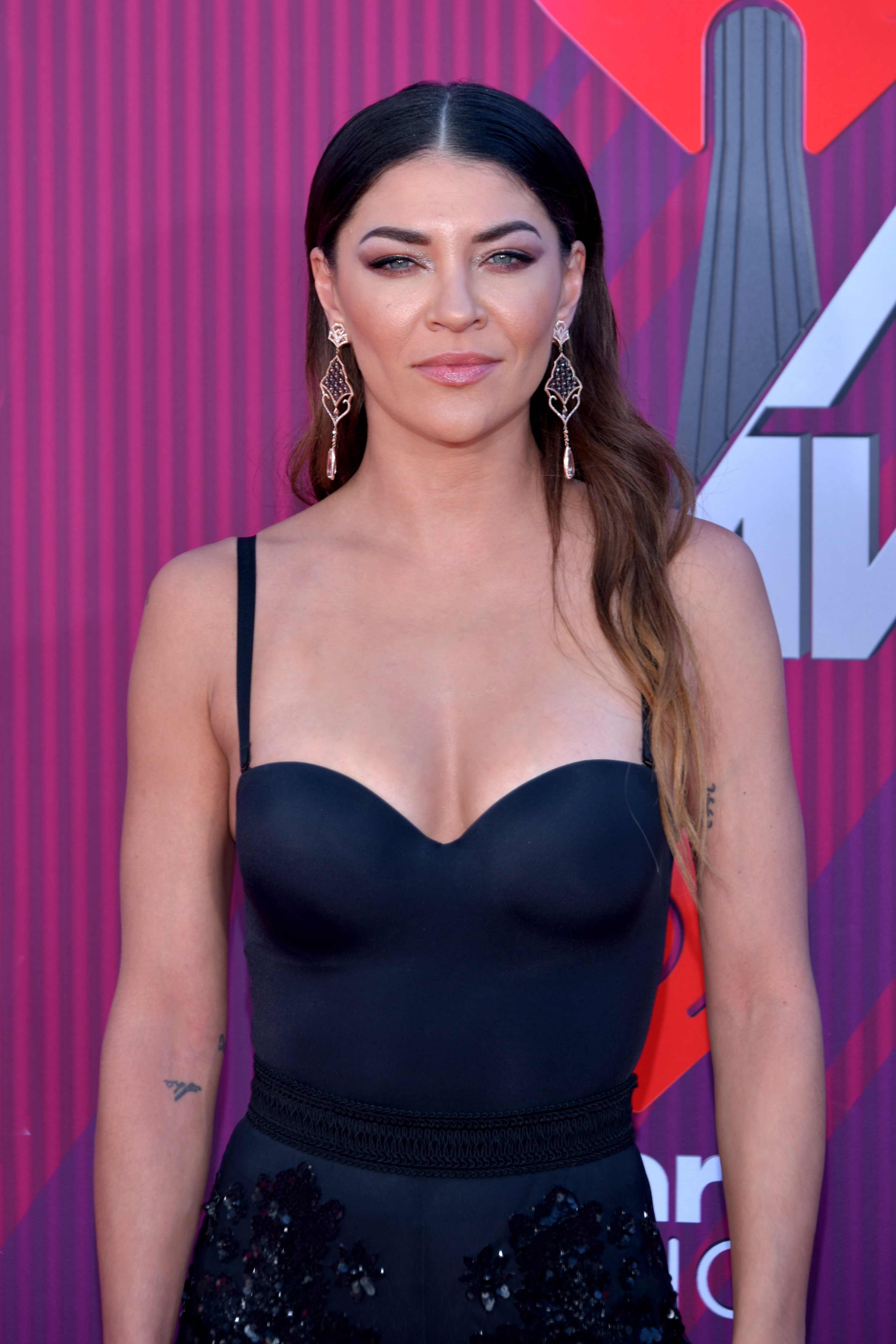
Jessica Szohr (* 1985)

- Szojka, Ferenc (1931–2011), ungarischer Fußballspieler
- Szoka, Edmund Casimir (1927–2014), US-amerikanischer Geistlicher, Erzbischof von Detroit, Kurienkardinal der römisch-katholischen Kirche
- Szokalski, Viktor Felix (1811–1891), polnischer Augenarzt
- Szőke, Abigél (* 1998), ungarische Schauspielerin
- Szőke, Katalin (1935–2017), ungarische Schwimmerin
- Szőke, Nikoletta (* 1983), ungarische Jazzsängerin
- Szőke, Péter (1947–2022), ungarischer Tennisspieler
- Szőke, Szandra (* 1985), ungarische Jazzmusikerin (Gesang, Komposition)
- Szőkefalvi-Nagy, Béla (1913–1998), ungarischer Mathematiker
- Szőkefalvi-Nagy, Gyula (1887–1953), ungarischer Mathematiker
- Szokolay, Balázs (* 1961), ungarischer Pianist
- Szokolay, Sándor (1931–2013), ungarischer Komponist
- Szokoll, Carl (1915–2004), österreichischer Offizier, Verleger und Filmproduzent
- Szokolyi, Alajos (1871–1932), slowakisch-ungarischer Leichtathlet, Teilnehmer der ersten Olympischen Sommerspiele 1896
- Szolc, Adam (* 1966), polnischer Fußballspieler
- Szolc, Izabela (* 1978), polnische Autorin und Journalistin
- Szolc-Rogoziński, Stefan (1861–1896), polnischer Afrikaforscher
- Szold, Henrietta (1860–1945), Aktivistin des frühen Zionismus
- Szoldatics, Karl (1906–1950), österreichischer Fußballspieler
- Szoldatits, Ferenc (1820–1916), ungarischer Maler
- Szolderits, Chiara Marita (* 1998), österreichische Triathletin
- Szolkowy, Robin (* 1979), deutscher EiskunstläuferRobin Szolkowy (* 1979)

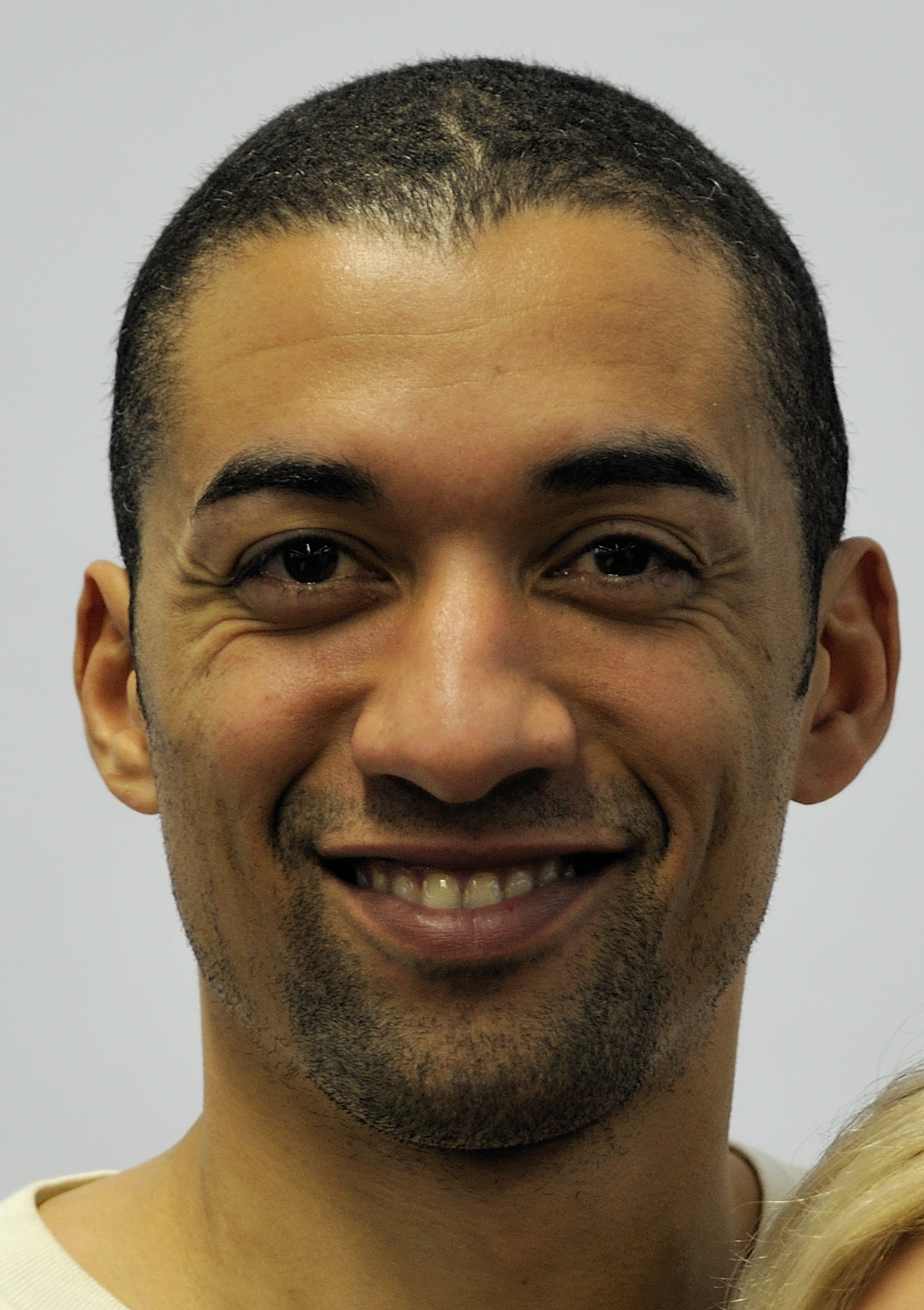
Robin Szolkowy (* 1979)

- Szollár, Krisztián (* 1980), ungarischer Fußballspieler
- Szollás, László (1907–1980), ungarischer Eiskunstläufer
- Szőllős, Barnabás (* 1998), ungarisch-israelischer Skirennläufer
- Szőllős, Benjamin (* 1996), ungarisch-israelischer Skirennläufer
- Szőllős, Noa (* 2003), ungarisch-israelische Skirennläuferin
- Szöllősi, Imre (1941–2022), ungarischer Kanute
- Szöllősi, Ivett (* 1982), ungarische Biathletin
- Szöllősi, Rózsi (* 1892), ungarische Schauspielerin und Sängerin
- Szöllősi, Szabolcs (* 1989), ungarischer Handballspieler
- Szöllösi-Janze, Margit (* 1957), deutsch-ungarische Historikerin
- Szöllősi-Schatzl, Nadine (* 1993), ungarische Handballspielerin
- Szöllősi-Zácsik, Szandra (* 1990), ungarische Handballspielerin
- Szőllősy, András (1921–2007), ungarischer Komponist und Musikwissenschaftler
- Szolnoki, Mária (* 1947), ungarische Florettfechterin
- Szołtysek, Walter (* 1942), polnischer Gewichtheber
- Szołtysik, Zygfryd (* 1942), polnischer Fußballspieler
- Szombatfalvy, László (* 1927), ungarisch-schwedischer Aktienhändler, Finanzwirtschaftsfachmann und Autor
- Szombathelyi, Ferenc (1887–1946), ungarischer Generalstabschef im Zweiten Weltkrieg und verurteilter KriegsverbrecherFerenc Szombathelyi (1887–1946)

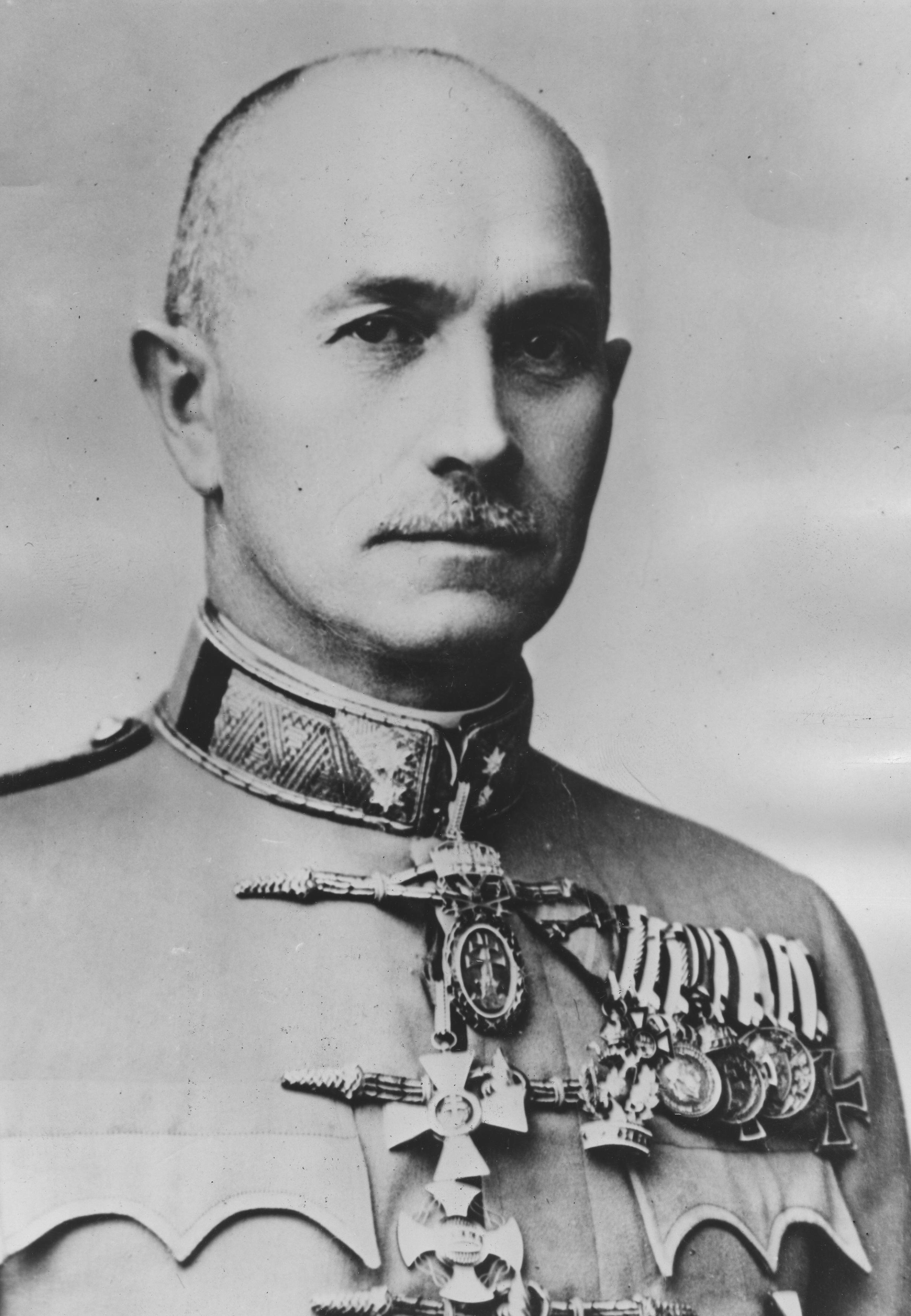
Ferenc Szombathelyi (1887–1946)

- Szombathelyi, Tamás (* 1953), ungarischer Pentathlet
- Szombathy, Josef (1853–1943), österreichischer Prähistoriker, Entdecker der Venus von Willendorf
- Szombati, Edina (* 1972), ungarische Squashspielerin
- Szombati, Sándor (1951–2006), ungarischer Musiker und Künstler
- Szondi, Leopold (1893–1986), ungarisch-schweizerischer Arzt, Endokrinologe, Psychiater, Heilpädagoge und Tiefenpsychologe
- Szondi, Peter (1929–1971), ungarisch-deutscher Literaturwissenschaftler, Kritiker, Übersetzer und Essayist
- Szondy, István (1925–2017), ungarischer Pentathlet und Reiter
- Szonn, Heiko (* 1976), deutscher Radrennfahrer
- Szontagh, Nikolaus (1843–1899), ungarischer Arzt und Naturforscher
- Szőnyi, Erzsébet (1924–2019), ungarische Musikpädagogin und Komponistin
- Szőnyi, István (1894–1960), ungarischer Maler und Grafiker
- Szőnyi, Kató (1918–1989), ungarische Regisseurin
- Szőnyi, Olga (1933–2013), ungarische Opernsängerin (Mezzosopran und Sopran)
- Szőnyi, Tamás (* 1957), ungarischer Mathematiker
- Szopa, Robert (* 1972), polnischer Fußballspieler
- Szopiński, Lubomir (1913–1961), polnisch-kaschubischer Chorleiter
- Szopski, Felicjan (1865–1939), polnischer Komponist, Pianist, Musikkritiker und Musikpädagoge
- Szor, Peter (1970–2013), ungarischer Computerviren-Analytiker
- Szor, Rachel, israelische Filmemacherin
- Szordikowski, Bruno (1944–2021), deutscher Gitarrist, Komponist und Musikpädagoge
- Szordykowski, Henryk (1944–2022), polnischer Mittelstreckenläufer
- Szordykowski, Zenon (* 1947), polnischer Mittelstreckenläufer
- Szöreghy, Julius von (1883–1942), ungarischer Schauspieler und Filmregisseur
- Szost, Henryk (* 1982), polnischer Langstreckenläufer
- Szostak, Jack (* 1952), kanadischer Molekularbiologe
- Szostak, Marine (* 2002), französische Tennisspielerin
- Szostak, Stephanie (* 1975), französische SchauspielerinStephanie Szostak (* 1975)

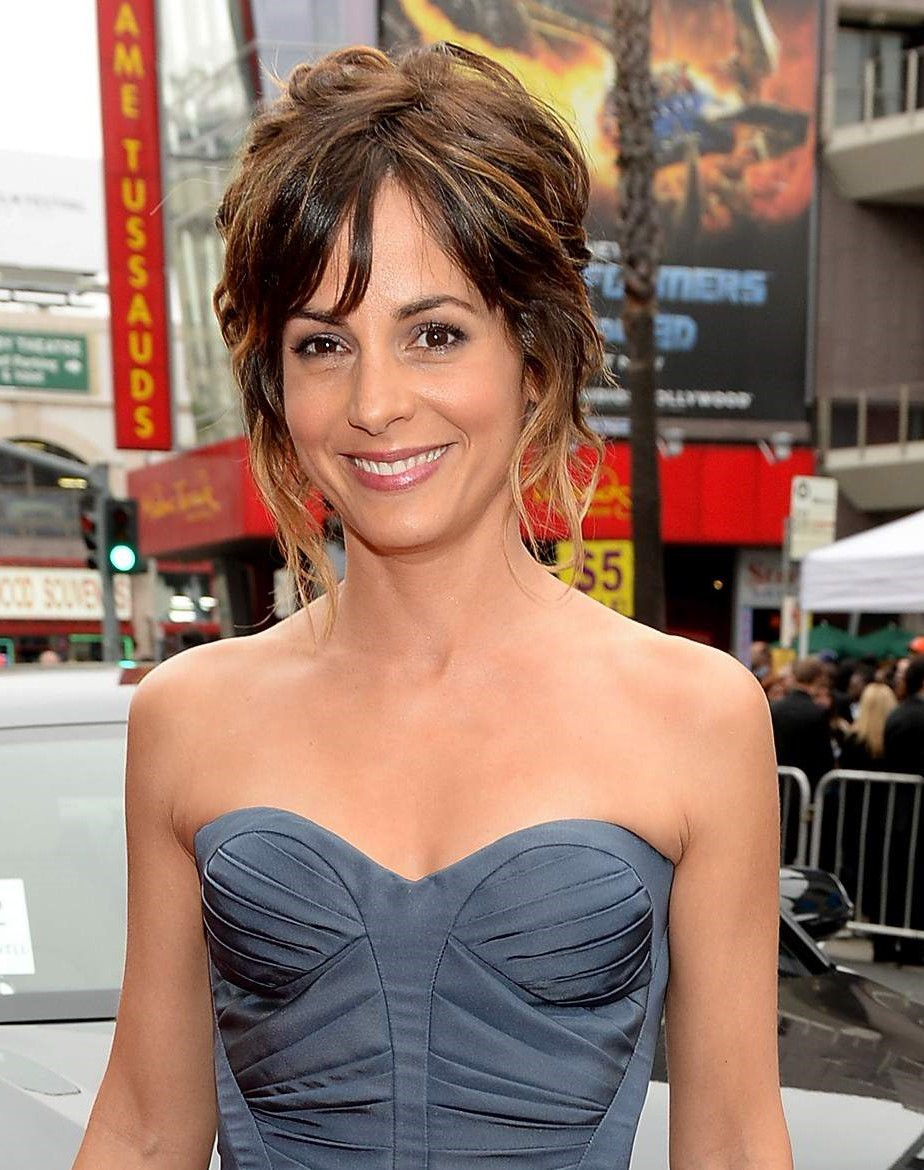
Stephanie Szostak (* 1975)

- Szot, Walt (1920–1981), US-amerikanischer American-Football-Spieler
- Szotkowski, Marek (* 1996), tschechischer Fußballspieler
- Szövérffy, Joseph (1920–2001), ungarischer Mittellateiner, Germanist und Komparatist
- Szozda, Stanisław (1950–2013), polnischer Radrennfahrer

### Szp
- Szpajdel, Christophe (* 1970), belgischer Künstler
- Szpak, Michał (* 1990), polnischer Sänger
- Szpakowska, Małgorzata (* 1940), polnische Literaturhistorikerin, Literaturkritikerin und Theaterkritikerin
- Szpakowski, Michał (* 1989), polnischer Ruderer
- Szpakowski, Wacław (1883–1973), polnischer Architekt
- Szparak, Ryszard (* 1951), polnischer Hürdenläufer
- Szperl, Ludwik (1879–1944), polnischer Chemiker (Organische Chemie)
- Szpilka, Artur (* 1989), polnischer Boxer
- Szpilka, Jan (* 1950), polnischer Ordensgeistlicher, emeritierter Apostolischer Administrator der Komoren
- Szpilman, Andrzej (* 1956), polnischer Komponist, Musik-Produzent und Herausgeber
- Szpilman, Władysław (1911–2000), polnischer Pianist, Komponist und SchriftstellerWładysław Szpilman (1911–2000)

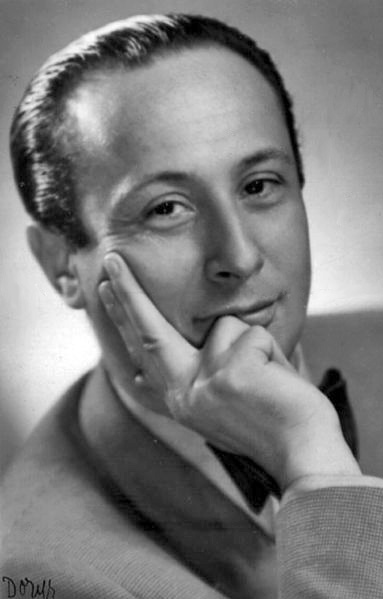
Władysław Szpilman (1911–2000)

- Szpilowski, Hilary (1753–1827), polnischer Architekt
- Szpinalski, Stanisław (1901–1957), polnischer Pianist und Musikpädagoge
- Szpinda, Michał, polnischer Allgemeinchirurg, Professor und Leiter der Abteilung für allgemeine Anatomie am Collegium Medicum in Bydgoszcz
- Szpindel, Louise (* 1988), französische Schauspielerin
- Szpinger, Alexander von (1889–1969), deutscher Landschaftsmaler
- Szpiro, George (* 1950), israelisch-schweizerischer Mathematiker, Journalist und Autor
- Szpiro, Lucien (1941–2020), französischer Mathematiker
- Szprot, Janusz (1946–2019), polnischer Jazzmusiker (Piano, Komposition) und Musikjournalist
- Szpunar, Jan (1952–2017), polnischer Biathlet

### Szr
- Szraiber, Maria, polnische Pianistin und Musikpädagogin
- Szrajbman, Ilja (1907–1943), polnischer Schwimmer
- Szrama, Bettina (* 1952), deutsche Autorin historischer Kriminalromane
- Szramiak, Krzysztof (* 1984), polnischer Gewichtheber
- Szremkó, Krisztina (* 1972), ungarische Wasserballspielerin
- Szreter, Karol (1898–1933), polnischer Musiker
- Szretter, Tymoteusz (1901–1962), orthodoxer Theologe und Bischof in Polen
- Szrom, Janusz (* 1968), polnischer Jazz-Sänger und Komponist
- Szromnik, Michał (* 1993), polnischer Fußballspieler
- Szrubianiec, Angelika (* 1984), polnische Biathletin

### Szt
- Sztachelski, Jerzy (1911–1975), polnischer Politiker (PZPR), Mitglied des Sejm (PZPR), Minister
- Sztajerwald, Tomasz (* 1977), polnischer römisch-katholischer Geistlicher, Weihbischof in Warschau-Praga
- Sztani, István (* 1937), ungarischer Fußballspieler und -trainer
- Sztanity, Zoltán (* 1954), ungarischer Kanute
- Sztankovics, Ludwig von (1805–1868), österreichischer General (Feldzeugmeister)
- Sztantics, György (1878–1918), ungarischer Leichtathlet
- Sztárai, Mihály († 1575), ungarischer Reformator
- Sztáray von Nagy-Mihaly, Anton (1740–1808), österreichischer Offizier
- Sztáray, Irma (1864–1940), Hofdame der Kaiserin ElisabethIrma Sztáray (1864–1940)

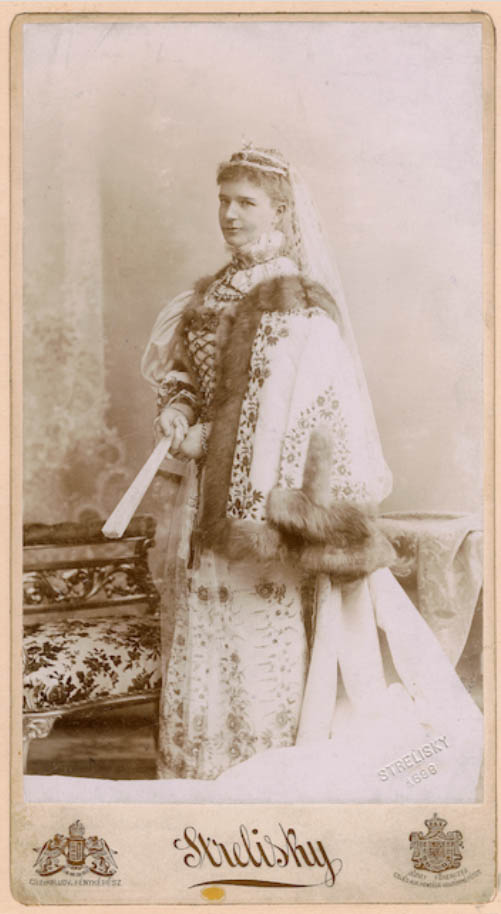
Irma Sztáray (1864–1940)

- Sztavjanik, Gustav (1907–1944), österreichischer Weltumradler
- Sztehlo, Gábor (1909–1974), ungarischer lutherischer Geistlicher, Judenretter
- Szterényi, József (1861–1941), ungarischer Politiker und Handelsminister
- Sztob, Paul (1906–1964), deutscher Politiker (SED, KPD), MdV
- Sztójay, Döme (1883–1946), ungarischer Militär und Politiker
- Sztokfisz, Karolina (* 1989), polnische Snowboarderin
- Sztolcman, Grzegorz (* 1962), polnischer Politiker (Platforma Obywatelska), Mitglied des Sejm
- Sztolcman, Jan (1854–1928), polnischer Forscher und Ornithologe
- Sztolf, Andrzej (1941–2012), polnischer Skispringer
- Sztompka, Piotr (* 1944), polnischer Soziologe
- Sztranyavszky, Sándor (1882–1942), ungarischer Politiker, Minister und Präsident des Abgeordnetenhauses
- Szturmann, Frieda (1897–1963), Gerechte unter den Völkern
- Sztwiertnia, Jan (1911–1940), polnischer Lehrer, Musiker und Komponist
- Sztybel, David (* 1967), kanadischer Tierethiker und Philosoph
- Sztyrle, Federico (* 1964), argentinischer Springreiter

### Szu
- Szubanski, Magda (* 1961), australische SchauspielerinMagda Szubanski (* 1961)

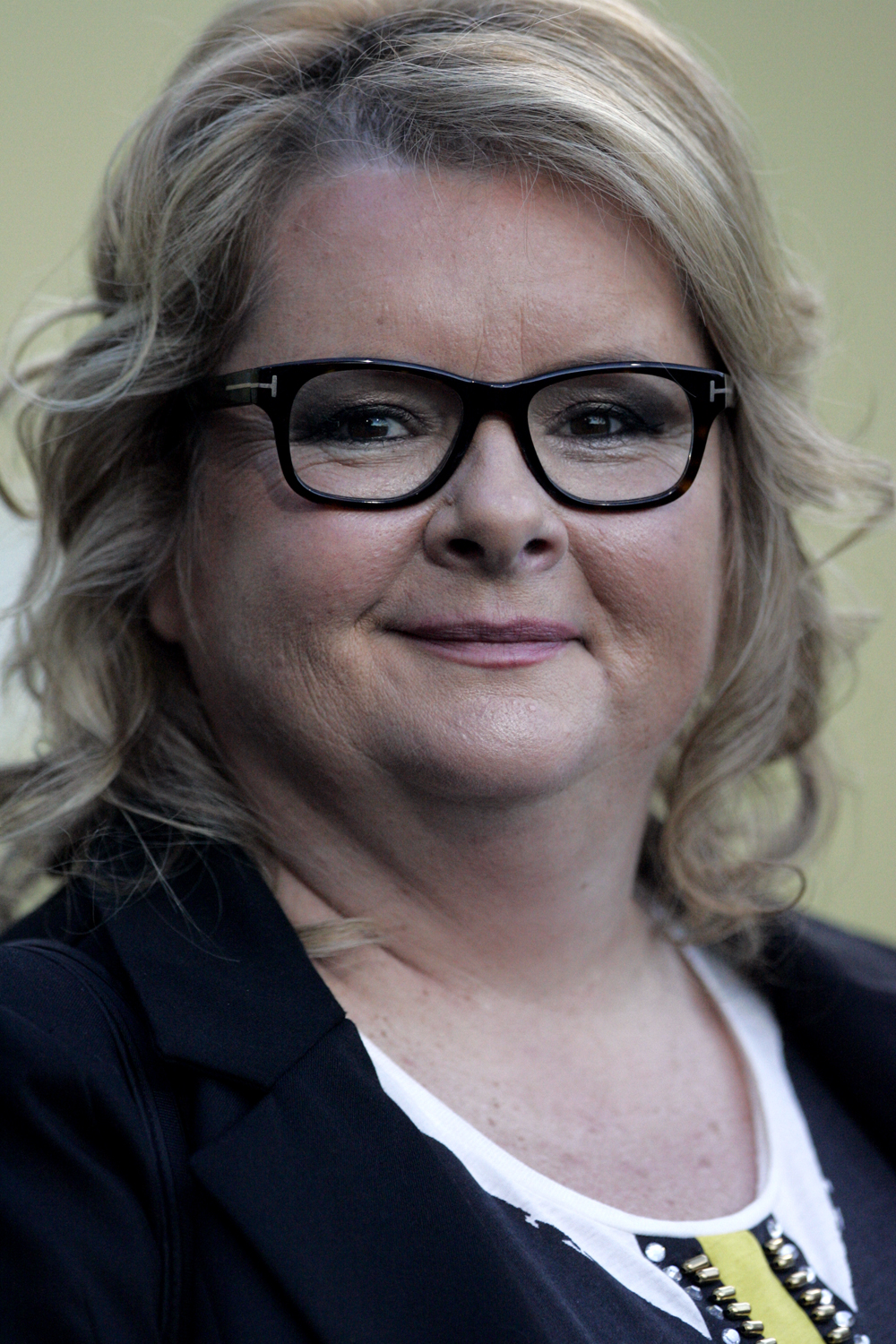
Magda Szubanski (* 1961)

- Szubartowicz, Jadwiga (1905–2017), polnische Supercentenarian und ab dem 1. August 2015 die älteste lebende Polin
- Szuber, Janusz (1947–2020), polnischer freier Autor, Lyriker und Dichter
- Szuber, Maksymilian (* 2002), deutsch-polnischer Eishockeyspieler
- Szubert, Dariusz (* 1970), polnischer Fußballspieler
- Szuch, Colin (* 2002), US-amerikanischer Triathlet
- Szücs, Csaba (* 1966), tschechoslowakischer und slowakischer Handballspieler und -trainer
- Szücs, Csaba (* 1987), slowakischer Handballspieler und -trainer
- Szűcs, Erika (* 1951), ungarische Bankmanagerin und Politikerin
- Szűcs, Éva (* 1934), ungarische Badmintonspielerin
- Szűcs, Gábor (* 1956), ungarischer Radrennfahrer
- Szűcs, Gabriella (* 1988), ungarische Wasserballspielerin
- Szűcs, György (1912–1991), ungarischer Fußballspieler und -trainer
- Szűcs, Judith (* 1953), ungarische Schlagersängerin
- Szűcs, Kinga (* 1993), ungarische Volleyballspielerin
- Szücs, Ladislaus (1909–2000), deutsch-ungarisch-rumänischer Überlebender des Holocaust, Arzt und Zeichner
- Szűcs, Lajos (1943–2020), ungarischer Fußballspieler und Schauspieler
- Szűcs, Lajos (* 1973), ungarischer Fußballspieler
- Szűcs, László (* 1969), ungarischer Boxer
- Szűcs, László (* 1991), deutscher Fußballspieler
- Szücs, Mark (* 1976), kanadisch-österreichischer Eishockeyspieler und -trainer
- Szűcs, Sándor (1921–1951), ungarischer Fußballspieler
- Szücs, Silvia (* 1993), slowakische Handballspielerin
- Szűcs, Szabina (* 2002), ungarische Leichtathletin
- Szűcs, Valdó (* 1995), ungarischer Hürdenläufer
- Szűcs-Bucur, Gabriella (* 1984), ungarisch-rumänische Handballspielerin und -trainerin
- Szucsánszki, Zita (* 1987), ungarische Handballspielerin
- Szudra, Marina (* 1983), deutsche Sopranistin
- Szufa, Marek (1954–2011), polnischer Kunstflugpilot
- Szufryn, Dawid (* 1986), polnischer Fußballspieler
- Szügyi, Zoltán (1896–1967), ungarischer Militär, zuletzt Generalmajor im Zweiten Weltkrieg
- Szuh, Erika (* 1990), ungarische Fußballspielerin
- Szuhany, Ferdinand (1813–1899), badischer Verwaltungsjurist
- Szuhodovszki, Soma (* 1999), ungarischer Fußballspieler
- Szukała, Łukasz (* 1984), polnischer Fußballspieler
- Szukała, Rafał (* 1971), polnischer Schwimmer
- Szukalski, Stanisław (1893–1987), polnischer Bildhauer und MalerStanisław Szukalski (1893–1987)

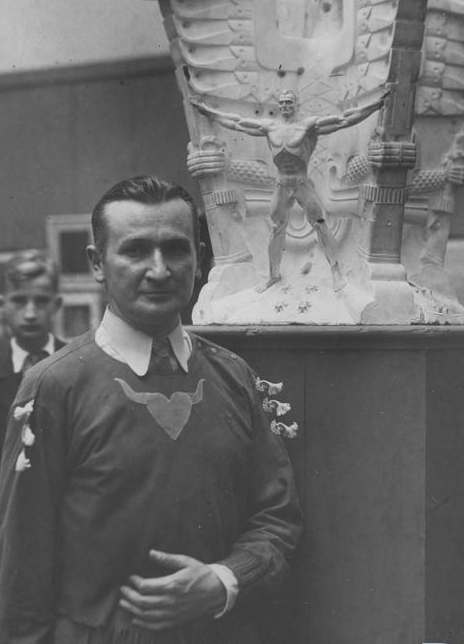
Stanisław Szukalski (1893–1987)

- Szukalski, Tomasz (1947–2012), polnischer Saxophonist
- Szulák, Andrea (* 1964), ungarische Sängerin, Moderatorin und Musicaldarstellerin
- Szulc, Jakub (* 1973), polnischer Politiker (Platforma Obywatelska), Mitglied des Sejm
- Szulc, Tad (1926–2001), US-amerikanischer Journalist und Autor
- Szulc, Władysław (1933–2021), polnischer Fotograf, Maler, Konservator und Autor
- Szulczewski, Jerzy Wojciech (1879–1969), polnischer Lehrer, Botaniker und Zoologe
- Szuldrzynski, Sigismund (1830–1918), Rittergutsbesitzer, Reichstagsabgeordneter
- Szulen, Marek (* 1975), polnischer Komponist und Musiker
- Szulkin, Piotr (1950–2018), polnischer Filmregisseur und Drehbuchautor, Professor an der Filmhochschule Łódź
- Szulzinger, Boris (* 1945), belgischer Filmregisseur und Produzent
- Szumiel, Irena (1936–2023), polnische Biochemikerin und Strahlenforscherin
- Szumilas, Krystyna (* 1956), polnische Politikerin (Platforma Obywatelska)
- Szumowska, Małgorzata (* 1973), polnische Filmregisseurin
- Szumowska-Adamowska, Antoinette (1868–1938), polnische Pianistin und Musikpädagogin
- Szumowski, Łukasz (* 1972), polnischer Politiker; Gesundheitsminister (seit 2018)
- Szupak, Peter (* 1952), deutscher Fußballspieler
- Szuper, Levente (* 1980), ungarischer Eishockeytorwart
- Szupper, Marlies (* 1995), österreichische Tennisspielerin
- Szurdi, István (1911–1987), ungarischer kommunistischer Politiker
- Szurkowski, Ryszard (1946–2021), polnischer Straßenradrennfahrer und TrainerRyszard Szurkowski (1946–2021)

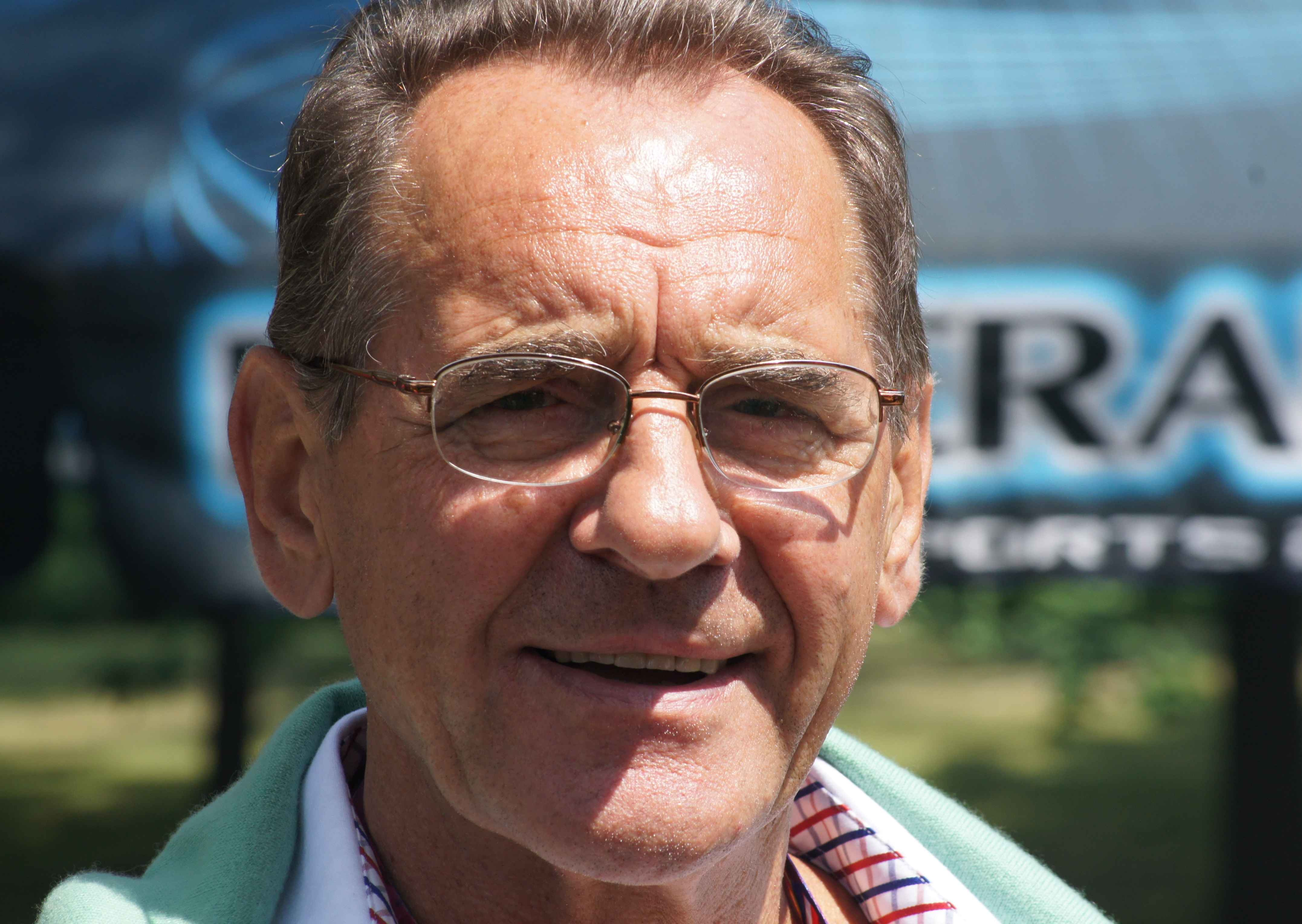
Ryszard Szurkowski (1946–2021)

- Szurman, Peter (* 1968), deutscher Augenarzt, Wissenschaftler und Professor für Augenheilkunde
- Szurman, Tadeusz (1954–2014), polnischer Theologe und evangelischer Bischof
- Szurmay, Sándor (1860–1945), österreichisch-ungarischer General im Ersten Weltkrieg
- Szurmiej, Szymon (1923–2014), polnischer Schauspieler, Regisseur und Theaterleiter
- Szuromi, György (* 1951), ungarischer Radrennfahrer
- Szűrös, Mátyás (* 1933), ungarischer Politiker und Staatspräsident
- Szurovy, Walter (1910–2001), austroamerikanischer Schauspieler
- Szustak, Erich (* 1907), deutscher SS-Mann
- Szusza, Ferenc (1923–2006), ungarischer Fußballspieler und -trainer
- Szuszkiewicz, Władysław (1938–2007), polnischer Kanute
- Szűts, Ferenc (1891–1966), ungarischer Turner
- Szuveges, Narelle (* 1978), australische Schachspielerin
- Szüzina, Franz (* 1930), deutscher Boxer

### Szv
- Szvorda, Melinda (* 1980), ungarische Fußballspielerin

### Szw
- Szwab, Joanna (* 1997), polnische Skispringerin
- Szwade, Radosław (1983–2018), polnischer Biathlet
- Szwagrzyk, Tadeusz Stanislaw (1923–1992), polnischer Geistlicher
- Szwajgier, Olga (* 1944), polnische Sängerin (Sopran), Komponistin und Musikpädagogin
- Szwarc, Jeannot (1939–2025), französischer Regisseur
- Szwarc, Michael (1909–2000), US-amerikanischer Chemiker
- Szwarc, Susana (* 1952), argentinische Schriftstellerin
- Szwarz, Jordan (* 1991), kanadischer Eishockeyspieler
- Szwed, Aleksandra (* 1990), polnische Schauspielerin
- Szwed, Dariusz (* 1967), polnischer Politiker, sozialer Aktivist und Wirtschaftswissenschaftler
- Szwed, Dorothea (* 1951), deutsche Politikerin (CDU), MdB
- Szwed, Maksymilian (* 2004), polnischer Sprinter
- Szwed-Ørneborg, Karolina (* 1989), polnische Handballspielerin
- Szwedowski, Sławomir (1928–2000), polnischer Ökonom
- Szwez, Jeff (* 1981), deutsch-kanadischer Eishockeyspieler

### Szy
- Szyba, Michał (* 1988), polnischer Handballspieler
- Szyc, Borys (* 1978), polnischer Theater- und Filmschauspieler und Sänger
- Szychowiak, Horst (* 1949), deutscher Politiker (CDU), MdHB
- Szychowiak, Julia (* 1986), polnische Dichterin
- Szydlak, Jan (1925–1997), polnischer Politiker, Mitglied des Sejm
- Szydlik, Marc (* 1965), deutscher Soziologe, Hochschullehrer
- Szydło, Beata (* 1963), polnische Sejm-AbgeordneteBeata Szydło (* 1963)

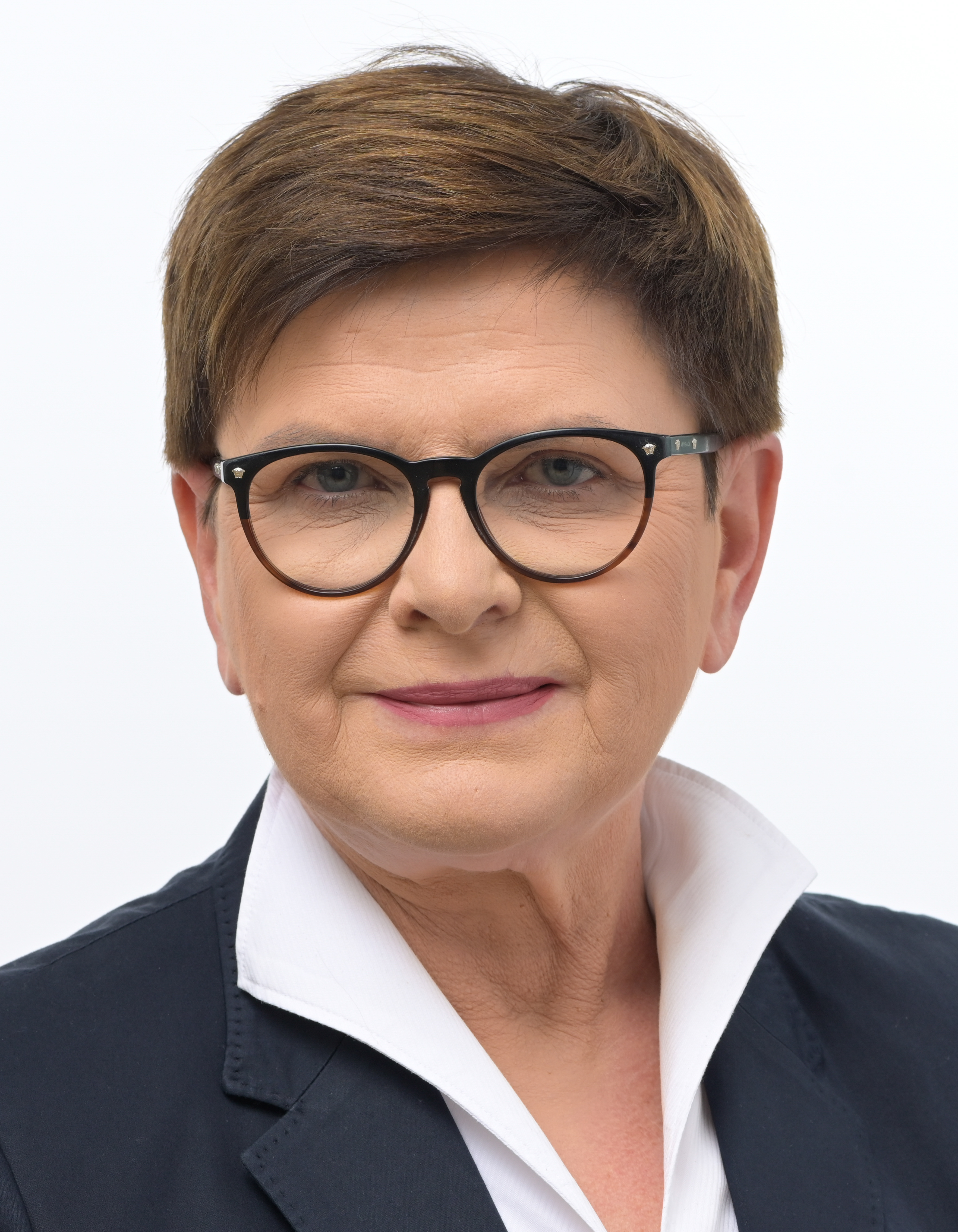
Beata Szydło (* 1963)

- Szydłowiecka, Elżbieta (1533–1562), polnische Fürstin
- Szydłowiecki, Krzysztof (1467–1532), polnischer Adeliger und Staatsmann
- Szydłowska, Bożena (* 1951), polnische Politikerin (Platforma Obywatelska), Mitglied des Sejm
- Szydłowska, Irena (1928–1983), polnische Bogenschützin
- Szydłowski, Sławosz (1894–1952), polnischer Leichtathlet
- Szydzik, Stanislaus-Edmund (1915–2001), deutscher katholischer Geistlicher
- Szygula, Harald (* 1963), polnisch-deutscher Handballspieler und -trainer
- Szyk, Arthur (1894–1951), polnisch-amerikanischer Künstler
- Szyksznian, Wanda (* 1948), ungarische Grafikerin und Hochschullehrerin
- Szykulska, Ewa (* 1949), polnische Schauspielerin
- Szyller, Stefan (1857–1933), polnischer Architekt
- Szylling, Antoni (1884–1971), polnischer General
- Szym, Hans (1893–1961), deutscher Kunstmaler
- Szymańczak, Agnieszka (* 1984), polnische Skilangläuferin
- Szymańczak, Beata (* 1989), polnische Biathletin
- Szymańczyk, Wojciech (1943–1996), polnischer Bogenschütze
- Szymanek, Detlev (* 1954), deutscher Fußballspieler
- Szymanek-Deresz, Jolanta (1954–2010), polnische Juristin und Politikerin, Mitglied des Sejm
- Szymaniak, Horst (1934–2009), deutscher FußballspielerHorst Szymaniak (1934–2009)

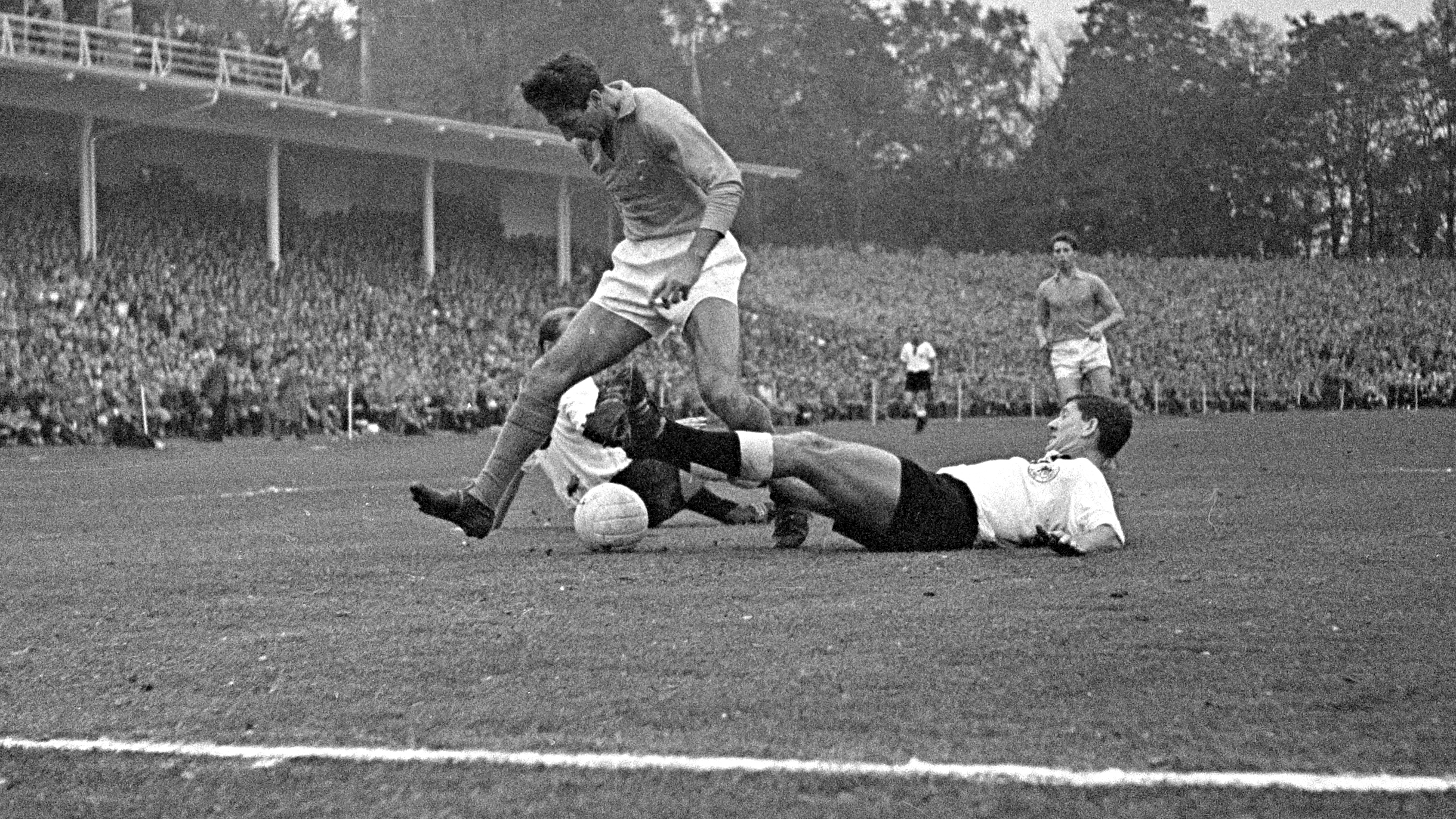
Horst Szymaniak (1934–2009)

- Szymanowska, Maria (1789–1831), polnische Klaviervirtuosin und Komponistin
- Szymanowski, Alexander (* 1988), argentinischer Fußballspieler
- Szymanowski, Antoni (* 1951), polnischer Fußballspieler
- Szymanowski, Henryk (* 1952), polnischer Fußballspieler
- Szymanowski, Józef (1748–1801), polnischer Schriftsteller und Politiker
- Szymanowski, Julius von (1829–1868), Chirurg deutscher Abstammung, in Russland tätig
- Szymanowski, Karol (1882–1937), polnischer Komponist
- Szymanowski, Marianela (* 1990), argentinisch-polnische Fußball- und Futsalspielerin
- Szymanowski, Wacław (1859–1930), polnischer Bildhauer und Maler
- Szymańska, Angelika (* 1999), polnische Judoka
- Szymańska, Daniela, polnische Wirtschaftsgeografin
- Szymańska, Halina (1906–1989), polnische Widerstandskämpferin
- Szymańska, Hanna (1944–2010), polnische Archäologin mediterraner Kulturen und Kuratorin
- Szymańska, Karina (* 1975), polnische Marathonläuferin
- Szymanski Ramírez, Arturo Antonio (1922–2018), mexikanischer Geistlicher, römisch-katholischer Erzbischof von San Luis Potosí
- Szymanski, Achim (* 1959), deutscher Creative-Director und Schriftsteller
- Szymanski, André (* 1974), deutscher Film- und Theaterschauspieler
- Szymański, Antoni (1894–1973), polnischer General und Politiker
- Szymański, Damian (* 1995), polnischer Fußballspieler
- Szymanski, Frank (* 1956), deutscher Politiker (SPD), MdL
- Szymanski, Holger (* 1972), deutscher Politiker (NPD)
- Szymański, Jakub (* 2002), polnischer Leichtathlet
- Szymański, Jan (* 1989), polnischer Eisschnellläufer
- Szymański, Janusz (1958–2020), polnischer Politiker, Sejm-Abgeordneter
- Szymański, Jerzy (1927–2015), polnischer Opernsänger (Bass)
- Szymanski, Jimy (* 1975), venezolanischer Tennisspieler
- Szymański, Konrad (* 1969), polnischer Politiker, MdEP
- Szymanski, Miguel (* 1966), deutsch-portugiesischer Journalist
- Szymanski, Oliver (* 1990), deutscher Segler
- Szymański, Paweł (* 1954), polnischer Komponist
- Szymanski, Rolf (1928–2013), deutscher Bildhauer und Zeichner
- Szymanski, Sebastian (* 1975), deutscher Basketballspieler
- Szymański, Sebastian (* 1999), polnischer Fußballspieler
- Szymanski, Silvia (* 1958), deutsche Musikerin und Schriftstellerin
- Szymański, Tadeusz (1917–2002), polnischer Überlebender des Holocaust
- Szymanski, Władysław (1901–1940), römisch-katholischer Geistlicher und NS-Opfer
- Szymański, Włodzimierz (1936–2015), polnischer Jazzmusiker
- Szymanski-Düll, Berenika, polnische Theaterwissenschaftlerin und Hochschullehrerin
- Szymaszek, Slawomir (* 1973), polnischer Fußballspieler
- Szymborska, Wisława (1923–2012), polnische DichterinWisława Szymborska (1923–2012)

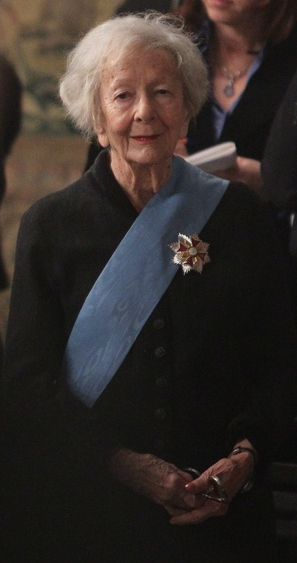
Wisława Szymborska (1923–2012)

- Szymborski, Ludwig von (1799–1856), deutscher Jurist und Politiker
- Szymczak, Andrzej (1948–2016), polnischer Handballspieler und -trainer
- Szymczak, Emilia (* 2006), polnische Fußballspielerin
- Szymczak, Heinz (1921–1994), deutscher Politiker (CDU), MdL
- Szymczak, Ludwig (1902–1945), kommunistischer Arbeiter im Ruhrgebiet und Wirtschaftsemigrant in der Sowjetunion
- Szymczyk, Adam (* 1970), polnischer Kunstkritiker und Kurator
- Szymczyk, Franciszek (1892–1976), polnischer Radsportler und Sportfunktionär
- Szymecki, Stanisław (1924–2023), polnischer Geistlicher und Theologe, römisch-katholischer Bischof
- Szymel, Maurycy (1903–1942), polnischer Schriftsteller, Publizist und Übersetzer in jiddischer und polnischer Sprache
- Szymkowiak, Edward (1932–1990), polnischer Fußballspieler
- Szymkowiak, Jules (* 1995), niederländischer Automobilrennfahrer
- Szymkowiak, Kerstin (* 1977), deutsche Skeletonfahrerin
- Szymkowiak, Mirosław (* 1976), polnischer Fußballspieler
- Szymkowiak, Sancja (1910–1942), polnische römisch-katholische Ordensfrau, Selige
- Szymoniak, Rob (* 1979), deutscher Radiomoderator
- Szymoniuk, Michael (* 1980), österreichischer Triathlet
- Szymonowic, Szymon (1558–1629), polnischer Dichter und Dramatiker
- Szymonowicz, Władysław (1869–1939), polnischer Physiologe
- Szymura, Patrycja (* 1979), polnische Biathletin
- Szynal, Christelle (* 1969), französische Badmintonspielerin
- Szyndler, Pantaleon (1846–1905), polnischer Aktmaler und Grafiker
- Szynkiewicz, Jakub (1884–1966), erster Großmufti des unabhängigen PolensJakub Szynkiewicz (1884–1966)

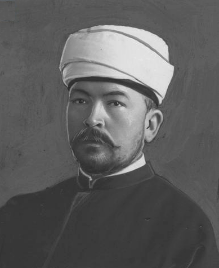
Jakub Szynkiewicz (1884–1966)

- Szynwelska, Jolanta (* 1961), polnische Handballspielerin und -trainerin
- Szyperski, Norbert (1931–2016), deutscher Wirtschaftsinformatiker
- Szypulski, Johannes (* 1956), polnischer Ordenspriester, Abt von Zwettl in Niederösterreich
- Szyr, Eugeniusz (1915–2000), polnischer Politiker, Mitglied des Sejm, Minister
- Szyrocki, Marian (1928–1992), polnischer Germanist, Literaturhistoriker und Herausgeber
- Szyroka, Elżbieta (* 1936), polnische Sprinterin
- Szysz, Patryk (* 1998), polnischer Fußballspieler
- Szyszka, Hans-Peter (* 1959), deutscher Maler, Zeichner und Grafiker
- Szyszka, Peter (* 1957), deutscher Kommunikationswissenschaftler
- Szyszko, Jakub (* 2001), polnischer Handballspieler
- Szyszko, Jan (1944–2019), polnischer Politiker
- Szyszko-Bohusz, Adolf (1883–1948), polnischer Architekt, Hochschullehrer und Denkmalpfleger
- Szyszkowitz, Aglaia (* 1968), österreichische SchauspielerinAglaia Szyszkowitz (* 1968)

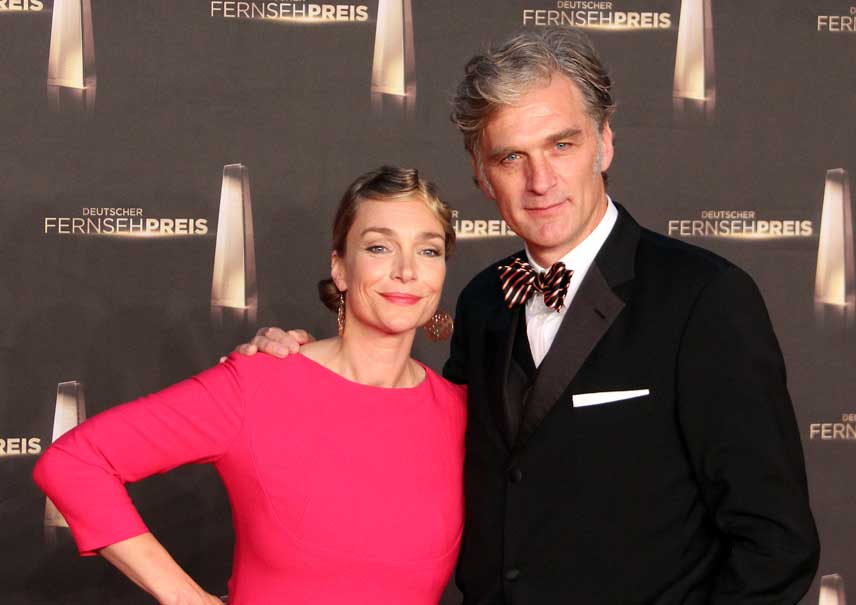
Aglaia Szyszkowitz (* 1968)

- Szyszkowitz, Gerald (* 1938), österreichischer Fernsehfunktionär, Regisseur, Schriftsteller und Maler
- Szyszkowitz, Markus (* 1966), österreichischer Karikaturist
- Szyszkowitz, Michael (1944–2016), österreichischer Architekt
- Szyszkowitz, Roswitha (* 1972), österreichische Schauspielerin
- Szyszkowitz, Rudolf (1905–1976), österreichischer Maler und Grafiker
- Szyszkowitz, Stefan (* 1964), österreichischer Manager in der Energiewirtschaft
- Szyszkowitz, Tessa (* 1967), österreichische Journalistin, Buchautorin und Historikerin
- Szyszkowitz, Uta (* 1935), österreichische Literaturübersetzerin
- Szyszkowski, Jakub (* 1991), polnischer Kugelstoßer
- Szyszylowicz, Ignaz von (1857–1910), polnischer Botaniker